# Francesco Piranesi
Pour les articles homonymes, voir Piranesi.
Francesco Piranesi (prononcé : [franˈtʃesko piraˈneːzi]), connu également sous le nom francisé de François Piranèse pour avoir fondé en 1798 avec son frère Pietro (it) la Calcographie Piranesi frères, au 296, rue de l'Université puis au 1354, place du Tribunat (actuelle place du Palais-Royal) à Paris, est un dessinateur, graveur aquafortiste, architecte et céramiste italien né à Rome « vers 1758 », année fort crédible de par son baptême le 4 avril 1758. Fils, élève et collaborateur de Giovanni Battista Piranesi (1720-1778), il est mort à Paris le 24 janvier 1810.

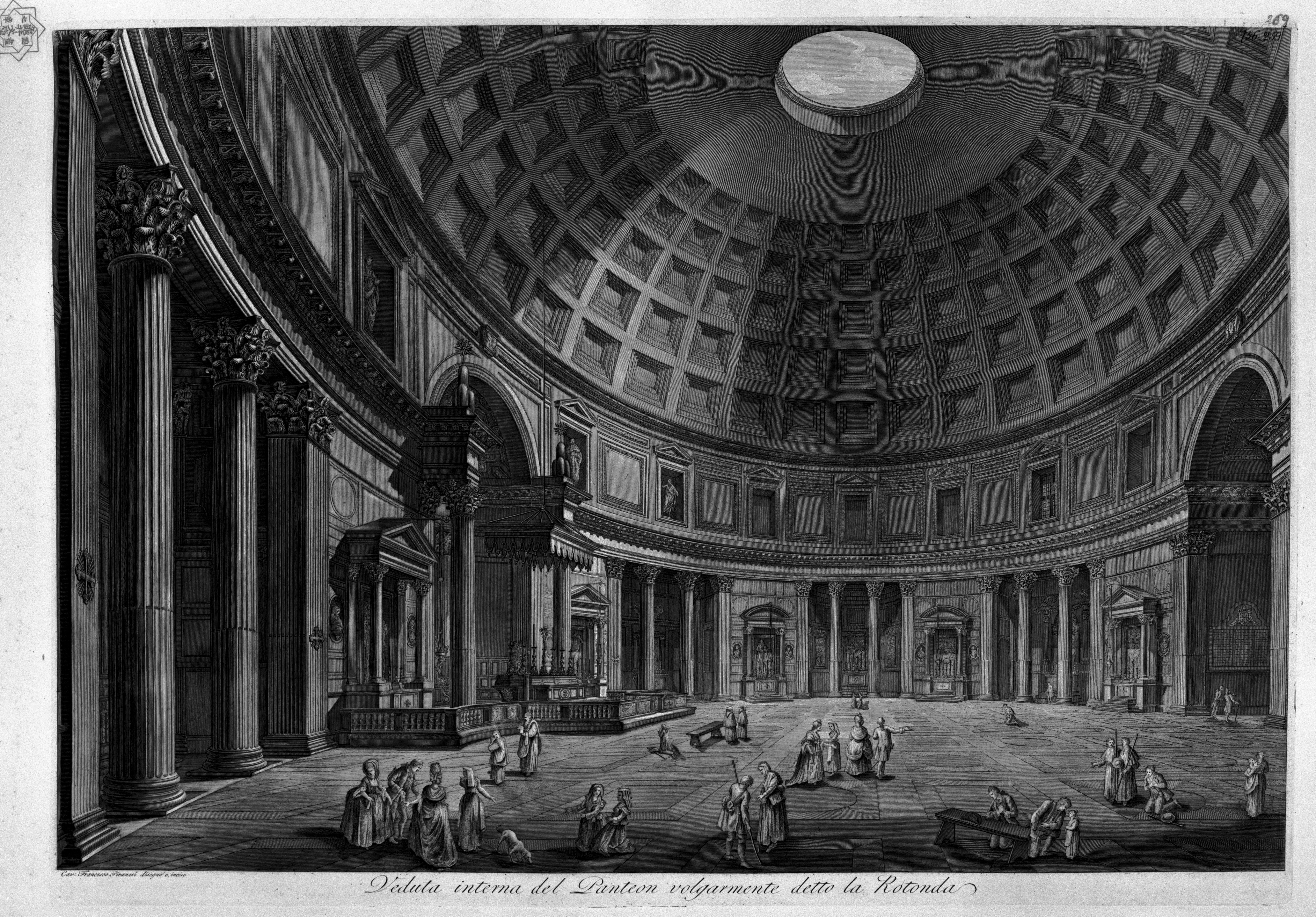
Francesco Piranesi, Intérieur du Panthéon, 1790.

## Biographie

### Jeunesse

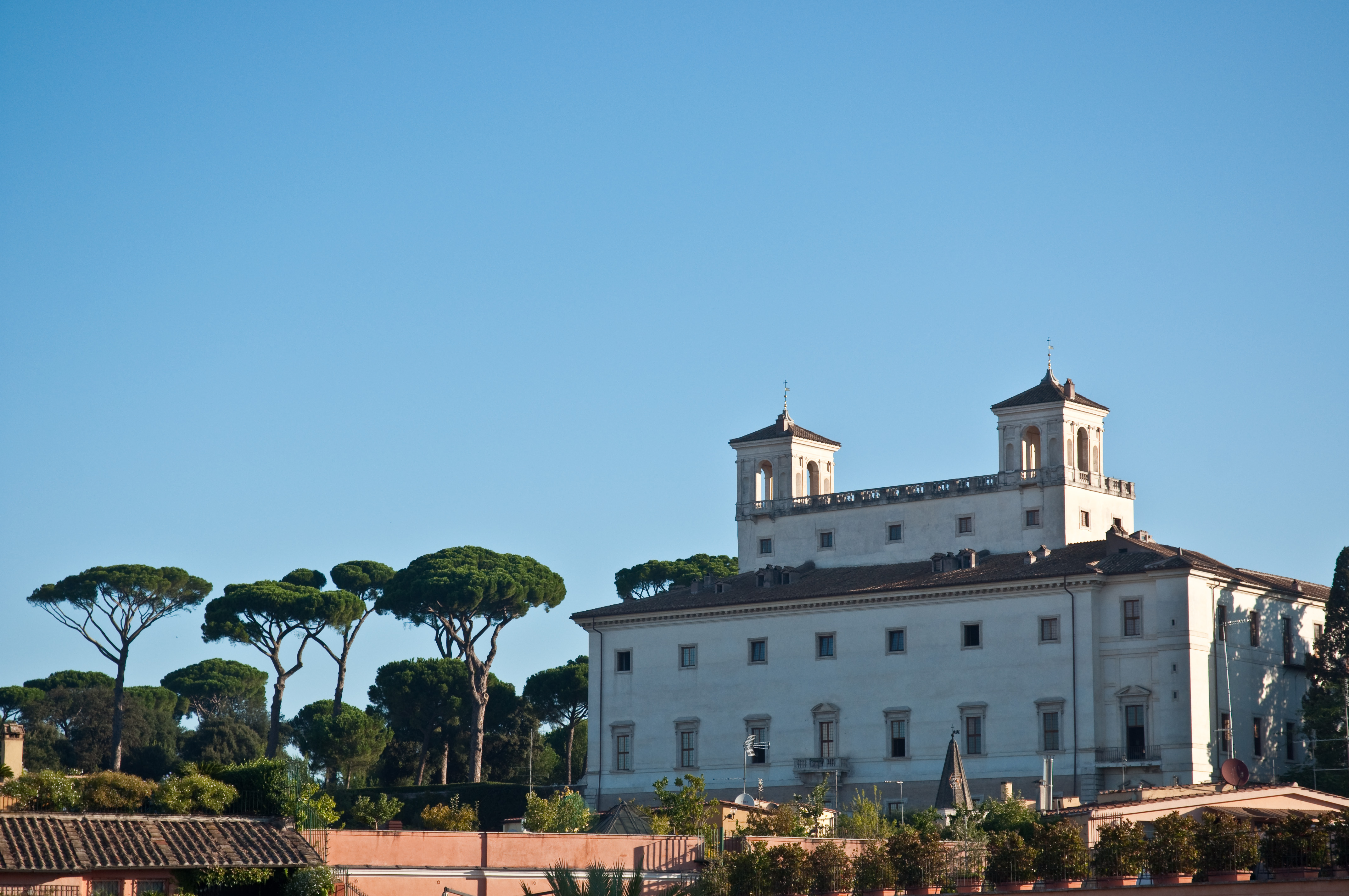
Rome, l'Académie de France.

Francesco Piranesi naît « vers 1758 » - Jacques-Guillaume Legrand énonce précisément en 1758, d'autres sources proposent des dates improbables allant de 1751 à 1761, la planche la plus ancienne qui lui soit attribuée étant datée de 1769 - dans le contexte d'une Rome qui est « le berceau naturel du mouvement et des théories néo-classiques qui détruisent le rococo, proclament la supériorité de l'antique et de l'art grec, mouvement qui envahit l'Europe » et dans lequel notre artiste baigne immédiatement parce que « le génial propagateur en est le lyrique Giovanni Battista Piranesi, le plus grand graveur du siècle, à l'imagination romantique et grandiose », qui est son père et qui sera son maître.
Valeria Mirra, qui soutient d'autant plus la naissance en 1758 proposée par Jacques-Guillaume Legrand qu'elle a par ses propres recherches retrouvé l'acte de baptême, le 4 avril 1758 à Rome, de Francisco, Vincenzo, Seraphino, Balthasar Piranesi, resitue l'éducation de Francesco dans son contexte en citant Legrand : « l'aîné des enfants né en 1758 commençait à devenir un peu grand et montrait un caractère grave et réfléchi qui contrastait parfaitement avec le feu de son père. Il ne négligea point son éducation et cet enfant savait à peine lire que Piranesi lui mit dans les mains l'histoire romaine à titre de récompense ; il ne l'entretenait que des hauts faits des Scipions, des Fabius et des Catons dont il voulait qu'il apprît la langue en même temps que les éléments du dessin et les principes de l'architecture et, comme il n'avait pas la patience de donner lui-même ces premières leçons, il l'envoyait assidûment à l'Académie de France et le félicitait chaque jour d'être né romain ». Il est rappelé par là que la décennie 1760, galvanisée en cela par les premières grandes découvertes archéologiques que sont Herculanum et Pompei en 1748 et par les « fouilles très fructueuses » qui s'y poursuivent, est pleinement celle de la controverse concernant la primauté tant chronologique qu'esthétique de Rome sur la Grèce, thèse chauvine par son apologie des Étrusques dont Giovanni Battista est alors parmi les ardents défenseurs.
Également architecte et antiquaire, soucieux en cela des faveurs papales, Giovanni Battista, « cet autoritaire, ce furieux », a en fait songé dans un premier temps pour son fils à une carrière ecclésiastique, perspective dont l'intérêt s'est relâché avec la mort de Clément XIII en 1769. Francesco est ainsi élève à l'Académie de France de Pierre-Adrien Pâris en architecture, élève également des frères Johann Gottlieb et Jacob Philipp Hackert en paysage (artistes peintres, le second n'en possède pas moins une expérience de graveur pour avoir travaillé auprès de Jean-Georges Wille à Paris), de Domenico Cunego et Giovanni Volpato en gravure. Il accompagne son père à Pompei, Herculanum et Paestum en 1770 et 1778 : « son fils et son zélé compagnon, l'architecte Benedetto Mori, partageaient constamment les travaux et les fatigues de Giovanni Battista Piranesi. Toujours levés avec le soleil, contents d'un modeste repas et dormant sur un lit de paille au milieu de ces riches fragments ».

Maîtres de Francesco Piranesi
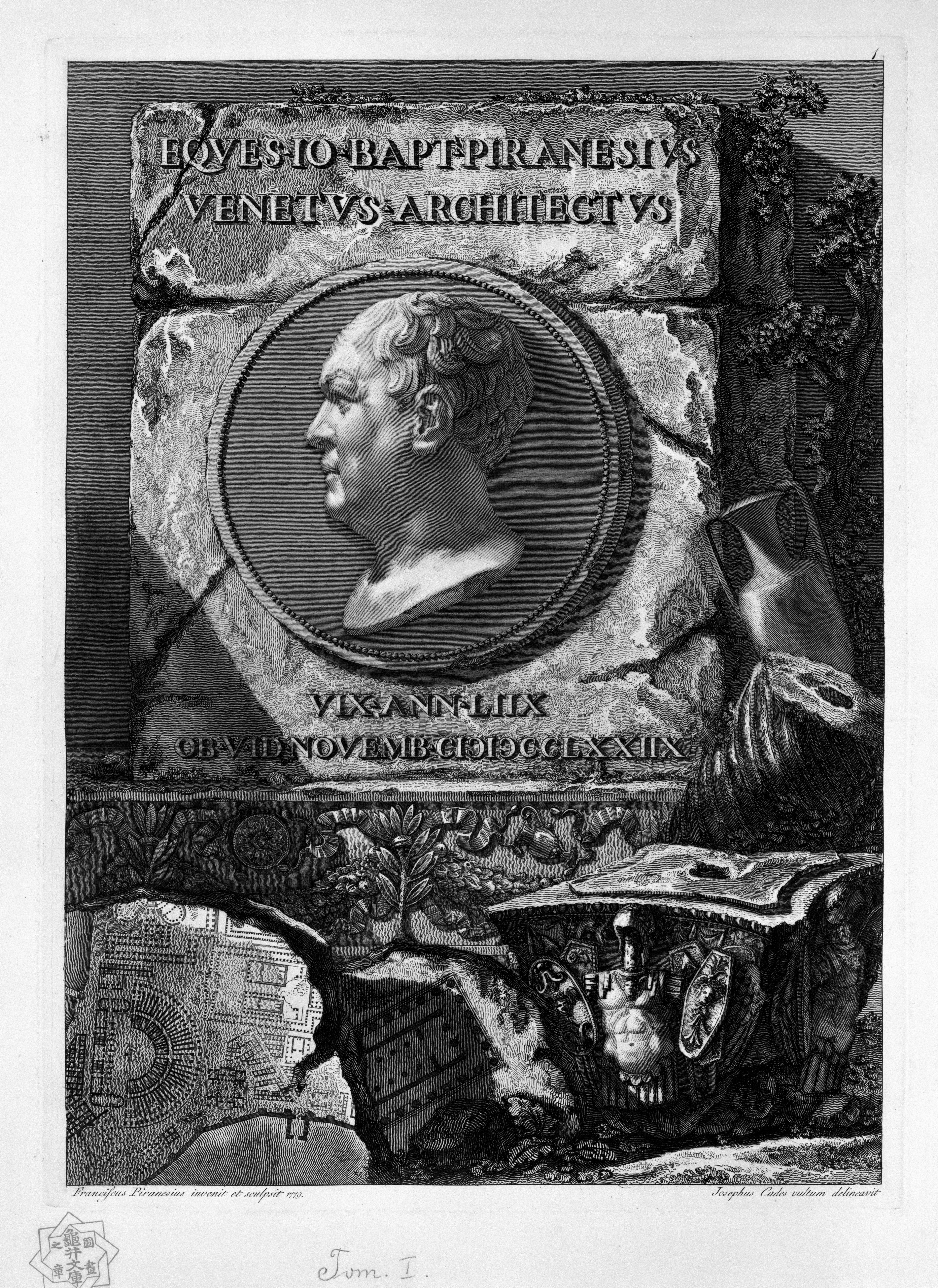
Francesco Piranesi, Giovanni Battista Piranesi, 1779
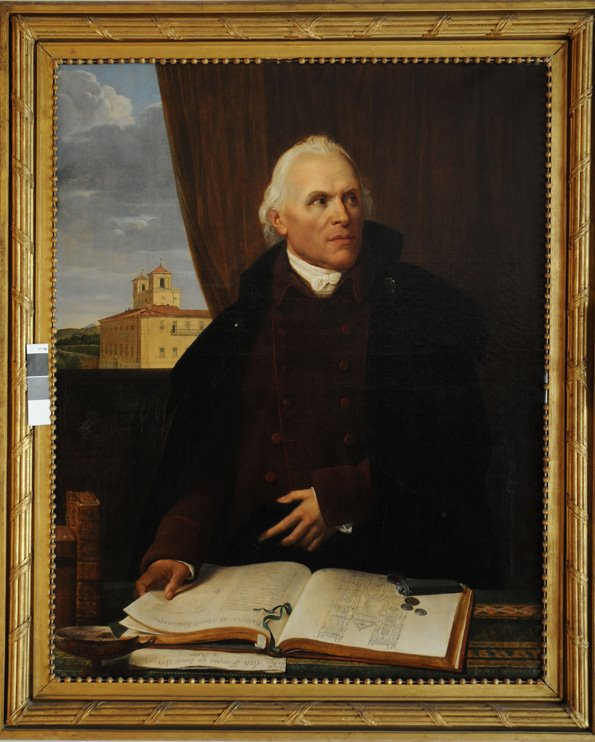
Joseph-François Ducq, Pierre-Adrien Pâris, 1812
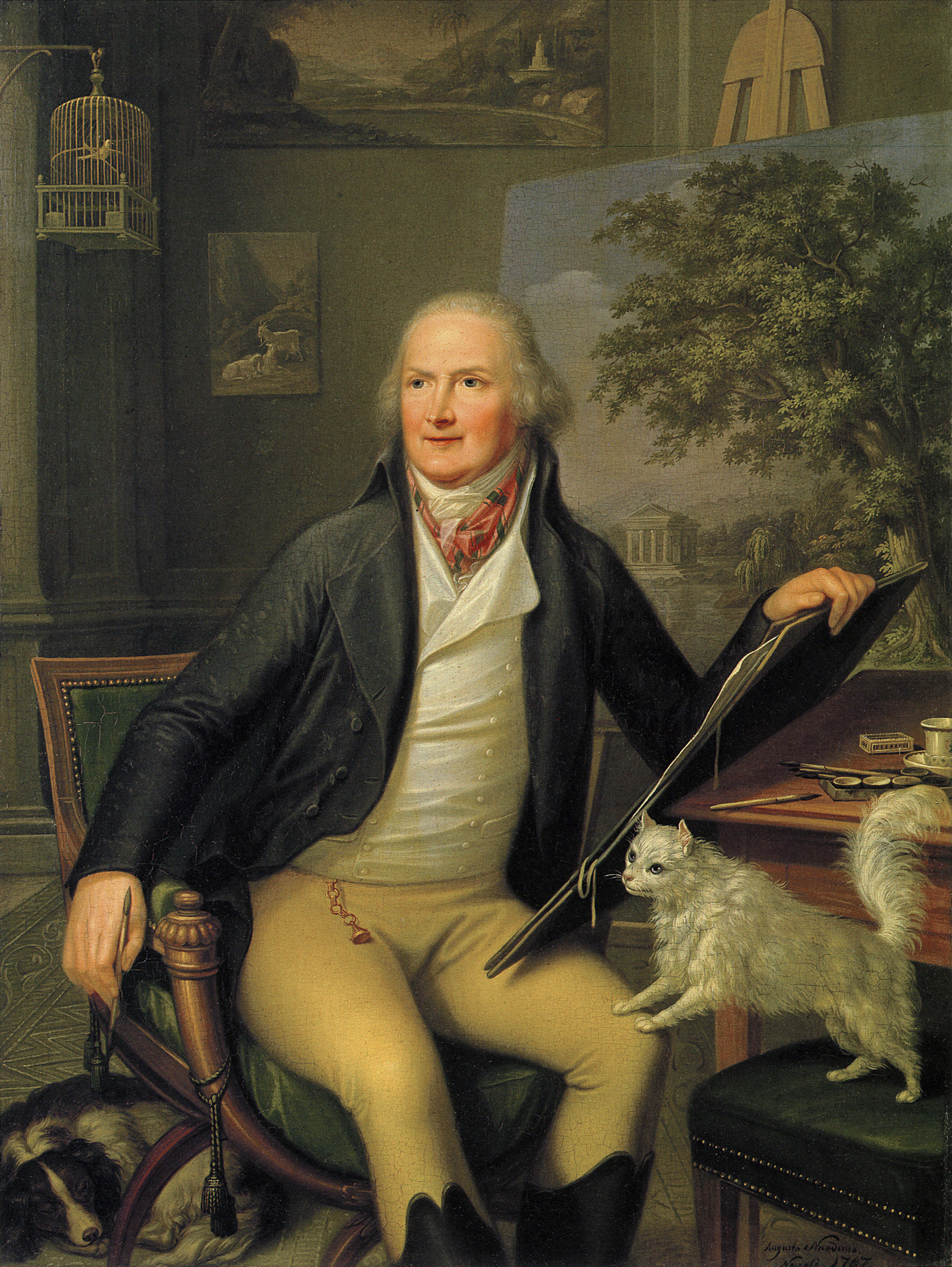
Augusto Nicodemo, Jacob Philipp Hackert, 1797
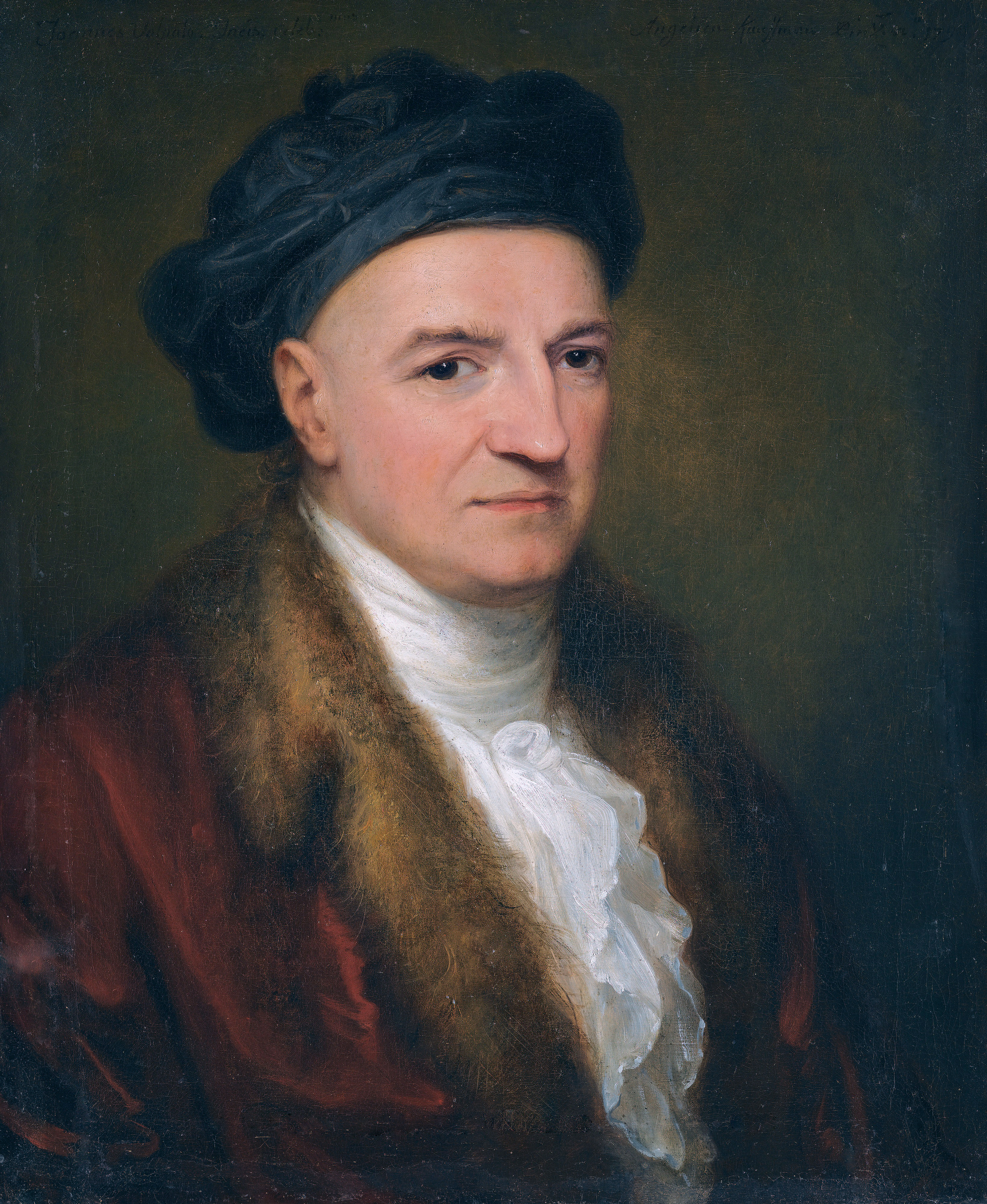
Angelica Kauffmann, Giovanni Volpato, 1794-1795

### Mort du père, survie de son nom

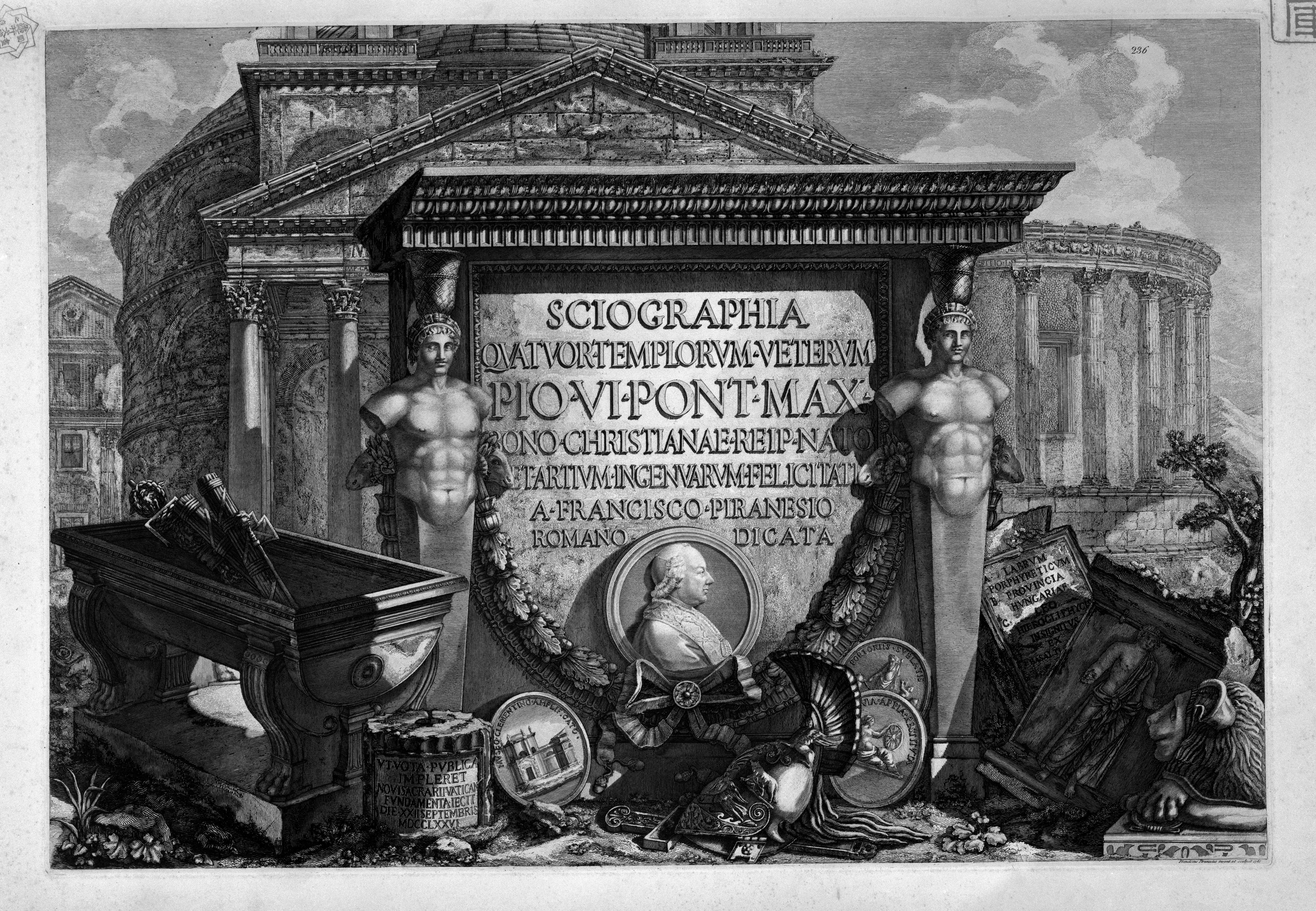
Raccolta de'Tempj Antichi, frontispice avec dédicace à Pie VI, 1780.

Francesco a vingt ans lorsqu'en novembre 1778 meurt Giovanni Battista qui laisse cinq enfants, deux filles (Laura, graveur de même, la seconde revêtant l'habit monastique), trois garçons avec ses deux frères, Pietro dont les études demeurent à accomplir et Angelo qui meurt en nommant Francesco son légataire universel. L'administration de la maison, « ainsi que celle des planches de cuivre, des estampes, des marbres antiques et de toutes autres choses laissées par leur père » est, conjointement avec leur mère, assumée par Francesco qui emprunte à cette fin la somme de sept mille écus.
Le professeur John Wilton-Ely ne manque pas de relever que, dans l'œuvre ultime du père, les 135 gravures des Vedute di Roma qui paraissent en 1778, les deux dernières planches sont bien de Francesco. La Raccolta de'Tempi Antichi sur laquelle Francesco est alors simultanément en train de travailler parait, dans une suite de vingt et une planches, deux années plus tard, l'affranchissant de son statut d'assistant pour une reconnaissance de sa dimension d'artiste créateur à part entière à laquelle Pie VI souscrit lui-même : le Pape, à qui l'ouvrage est adroitement dédicacé, ordonne qu'il aille enrichir les collections Piranesi de toutes les bibliothèques publiques et qu'il soit « offert en présent aux souverains visitant ses états, ajoutant qu'il serait de même de tous les ouvrages publiés par la suite par Francesco Piranesi ».
Les noms du père et du fils se trouvent cependant toujours étroitement mêlés dans deux ouvrages postérieurs : d'une part dans Plan de la villa d'Hadrien, près de Tivoli, œuvre de Gian Battista ne paraissant qu'en 1781 avec une contribution de Francesco intitulée Pianta delle fabriche esistenti nella Villa Adriana, d'autre part et surtout dans le monumental recueil de deux cent vingt-trois eaux-fortes représentant, sous le titre Le antichita romane (Roma - Nella stamperia Salomoni alla piazza di San Ignazio), diverses vues d'édifices romains, plans et fragments de marbres, somme envisagée par Giovanni Battista dès 1750 et dont Francesco ne parachèvera l'édition posthume qu'en 1787, la dotant encore une fois de sa marque personnelle avec un portrait de son père gravé par lui d'après Joseph Cades, avec sa propre dédicace « au roi de Suède Gustave III, magnificentissime promoteur des beaux-arts », enfin avec deux planches signées par lui. « Le même ordre fut donc maintenu dans les ateliers de Piranesi, et les travaux qui en résultèrent ne furent point jugés inférieurs à ceux qui s'exécutaient sous la direction de Giovanni Battista : les amis et les correspondants de cet homme célèbre vouèrent au fils le même attachement et lui assurèrent le même crédit. Cette considération l'affermit dans le projet qu'il avait formé de soutenir un tel nom ».

### Agent artistique de la Suède, espion aussi

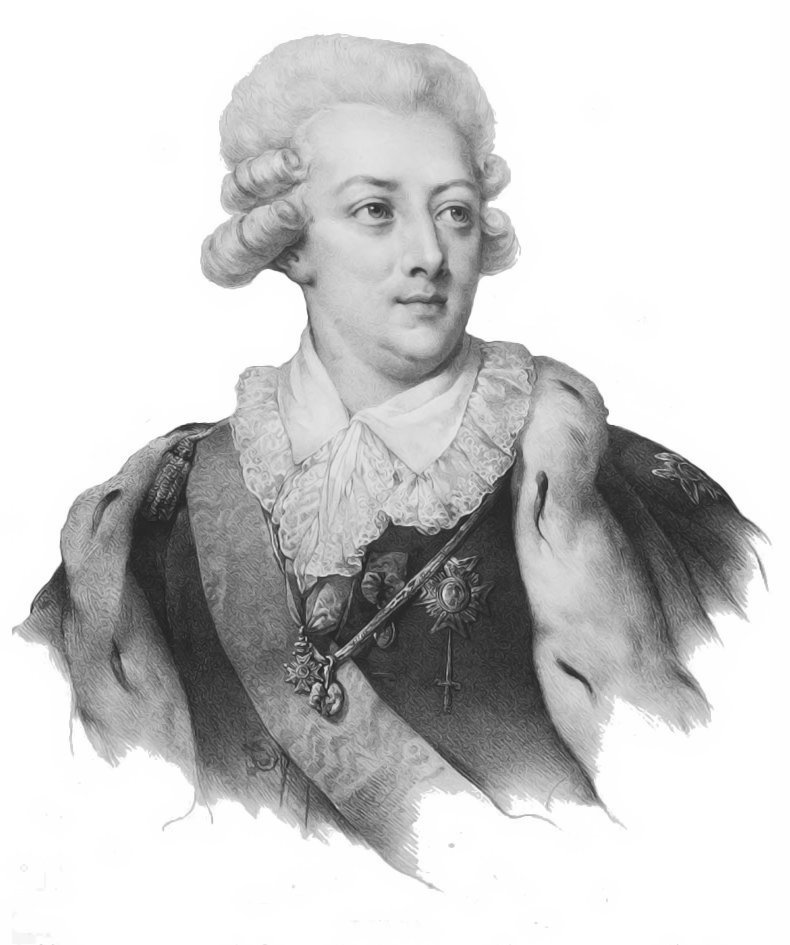
Gustave III de Suède.

Lors de sa visite à Rome en 1783, Gustave III de Suède, qui couronne ainsi toute une suite de missions diplomatiques ayant pour finalité le développement des relations artistiques et commerciales entre son royaume et les États pontificaux, se rapproche des artistes, en particulier de Francesco Piranesi et de Louis-Jean-Desprez, son collaborateur pour les rehauts à la peinture de ses eaux-fortes, qui acceptera le poste offert par le Roi d'architecte et de directeur scénographique de l'Opéra de Stockholm. Francesco, pour sa part, sans attendre la venue à Rome du « magnificentissime », a en fait entretenu une correspondance préalable avec le chef de la chancellerie suédoise, Carl Fredrik Fredenheim (sv), y sollicitant dès 1783 la fonction d'agent spécial de Gustave III en Italie pour tout ce qui touche les beaux-arts. Confirmé dans ce rôle, la première mission de Francesco consiste en la recherche dans les archives du Vatican des documents relatifs à la reine Christine de Suède pour ensuite demeurer le permanent informateur et commissionnaire du Roi en acquisitions et expéditions de tout ce qui touche l'art et la culture à Rome, depuis les éditions de livres rares jusqu'aux découvertes archéologiques. Dans ce cadre, Francesco reçoit une pension royale pour l'envoi à Stockholm d'une part importante du fonds d'antiques de Giovanni Battista Piransesi.

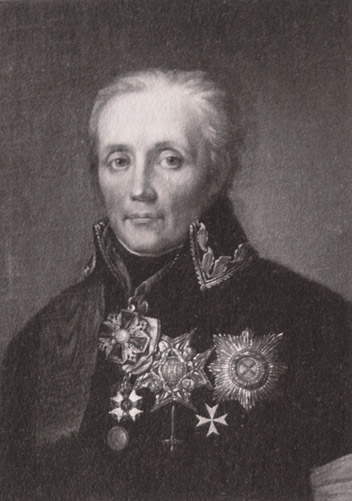
Gustaf Mauritz Armfelt.

Les fonds envoyés par la Cour de Suède, comme « le grand produit de bénéfice des anciens ouvrages et des nouveaux gravés par lui, le commerce des estampes ayant augmenté », permettent à Francesco d'honorer dans l'aisance le remboursement des sept mille écus empruntés, « Pietro n'ayant qu'à se louer de la bonne gestion de son frère et l'approuver en son entier ».
Lorsque Gustave III est assassiné en 1792 sur un fond de noblesse hostile, favorable à l'encontre au duc de Sudermanie (futur Charles XIII) qui devient régent, ce dernier éloigne de Stockholm le proche confident de Gustave III, Gustaf Mauritz Armfelt, en le nommant en 1793 ambassadeur de Suède à Naples, missionnant Francesco Piranesi d'y espionner ses agissements. Dans le même temps, en janvier 1793, notre artiste est chargé par le régent d'accueillir à Rome la princesse Sophie Albertine de Suède, sœur de feu Gustave III, et d'y organiser son séjour. Francesco Piranesi en publiera dans les semaines qui suivent un journal narratif, Ragguaglio ossi giornale della venuta e permanenza in Roma di Sofia Albertina Principessa di Sveza, s'y restituant dans son accompagnement des visites romaines de la princesse à Tivoli, Albano Laziale, Genzano, au Lac de Nemi et à Castel Gandolfo.
Si Armfelt est rapidement accusé de complot - ses confidences épistolaires à l'Impératrice Catherine II cautionnent son intention d'un coup d'état - les agents de Piranesi à Naples sont arrêtés et emprisonnés (l'un d'eux, Vincenzo Mori, se suicidera en prison) sous accusation de plan visant à assassiner l'ambassadeur suédois. Par un pamphlet clandestin édité le 24 décembre 1794, Lettera di Francesco Piranesi al Signor general D. Giovanni Alcon, écrit en réalité par Vincenzo Monti, Francesco réfute cette accusation.
Arrivé à l'âge de régner en 1796, Gustave IV Adolphe, fils de Gustave III, irrité par le resserrement des liens qu'il perçoit entre Francesco Piranesi et la France jacobine honnie (notre artiste devient en 1797 l'ami du nouvel ambassadeur de la France à Rome, Joseph Bonaparte et tente sans succès de se faire intercesseur diplomatique entre la Suède et la France), révoque Francesco de toutes ses fonctions.

### 1798: La république romaine
En février 1798, Francesco Piranesi se rallie à la République romaine, cette République sœur de la France : il est successivement directeur de la police et commissaire à l'administration des finances.
Après « la capitulation qui livre Rome aux Anglo-Napolitains », Francesco et Pietro, contraints à la fuite, débarquent à Marseille. « Ils n'ont sauvé de toute leur fortune que les planches gravées par leur père » constate en novembre 1799 La Décade philosophique, tout en pressentant déjà que « les Piranesi s'empresseront de publier de nouveau cette intéressante collection, dès qu'ils seront arrivés à Paris ».

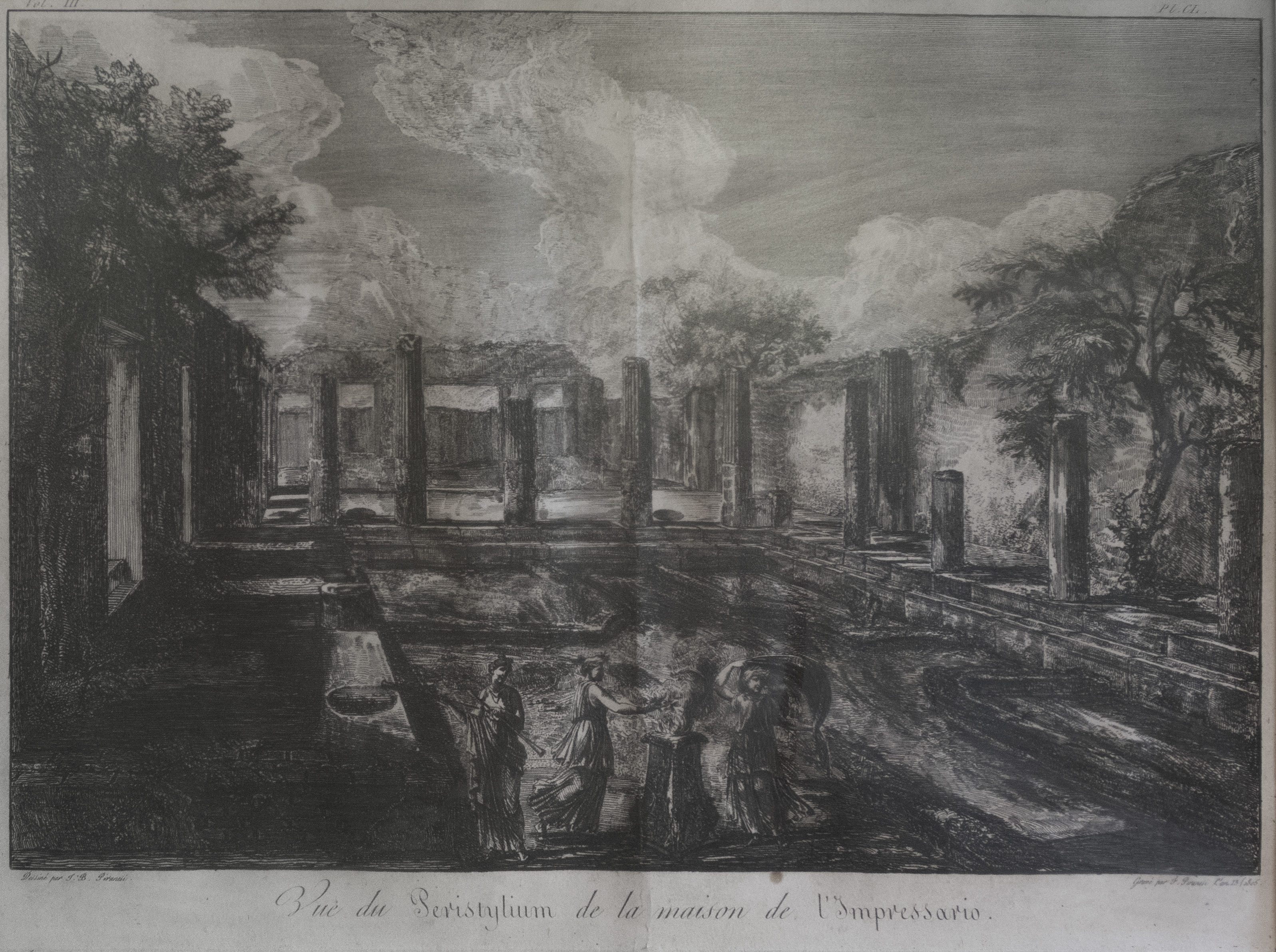
François Piranèse, Préristyle de la maison de l'Impresario (Pompei), d'après Jean.-Baptiste Piranèse, Paris, an 13 de la République (1805)

### Paris
La Décade philosophique, dans son édition du 5 nivôse an VIII (26 décembre 1799), annonce l'arrivée des frères Piranesi à Paris, ajoutant « qu'ils ont eu le bonheur de sauver des mains des Anglais et d'apporter en France les planches de l'ouvrage de leur père ». La même publication précise le 10 floréal suivant (29 avril 1800) que c'est le commissaire des guerres Walville qui a assuré le transport de Rome à Marseille de la chalcographie Piranesi en s'en déclarant acquéreur et propriétaire pour obtenir l'autorisation de son embarquement, relayé alors par Louis-Alexandre Berthier, ministre de la guerre pour l'acheminement de Marseille à Paris. Réactif au souhait que lui émet Talleyrand de voir « tout fait pour assurer la conservation d'un établissement précieux », Lucien Bonaparte, ministre de l'Intérieur, procure à Francesco et Pietro le « local convenable » (le dépôt des machines) de la rue de l'Université en y ajoutant « les moyens de toute espèce pour l'exécution de leur entreprise ». « Je saisis avec empressement cette occasion d'encourager les artistes recommandables qui, non contents d'adopter la France pour leur patrie, ont formé le projet de contribuer à sa gloire, en propageant par la gravure ses plus beaux monuments » augure Lucien Bonaparte avec l'acquiescement du Premier Consul, son frère Napoléon qui promet aux Piranesi « sûreté, protection, et les encouragements qu'un gouvernement éclairé sait appliquer convenablement et proportionner à l'importance des objets ».
C'est en juin 1800 que Francesco Piranesi apprend que le général napolitain Naselli a procédé à la saisie à Rome de tous ses biens restants, constitués de ses estampes, de sa bibliothèque de livres rares, de ses meubles, tableaux de maîtres et dessins, préjudice qu'il rapporte à Talleyrand dans une estimation de 150 000 francs. Francesco propose que le gouvernement établisse une académie pour l'enseignement des beaux-arts et, en 1802, celui-ci lui accorde de s'établir à cet effet au Collège de Navarre, rue de la Montagne-Sainte-Geneviève.

### Plailly

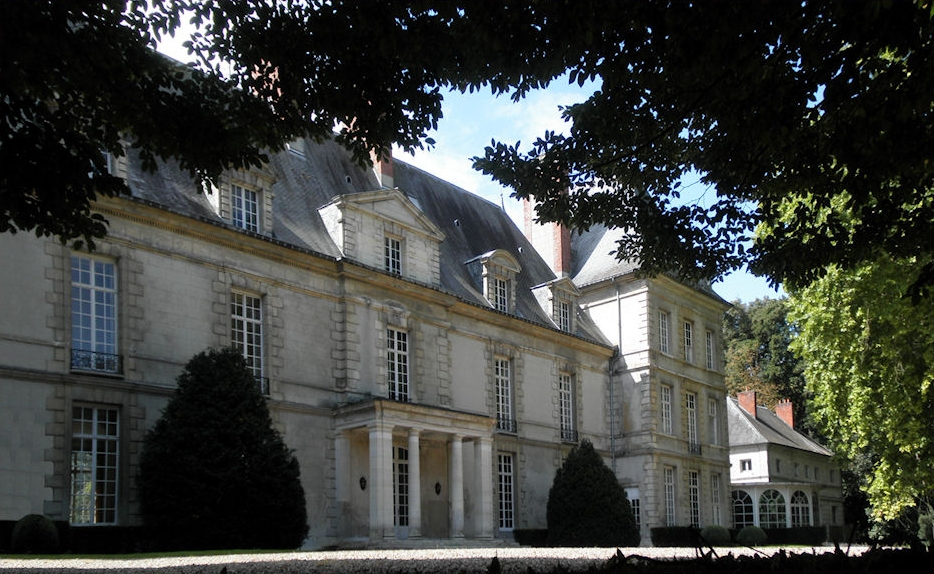
Le château de Joseph Bonaparte à Mortefontaine.

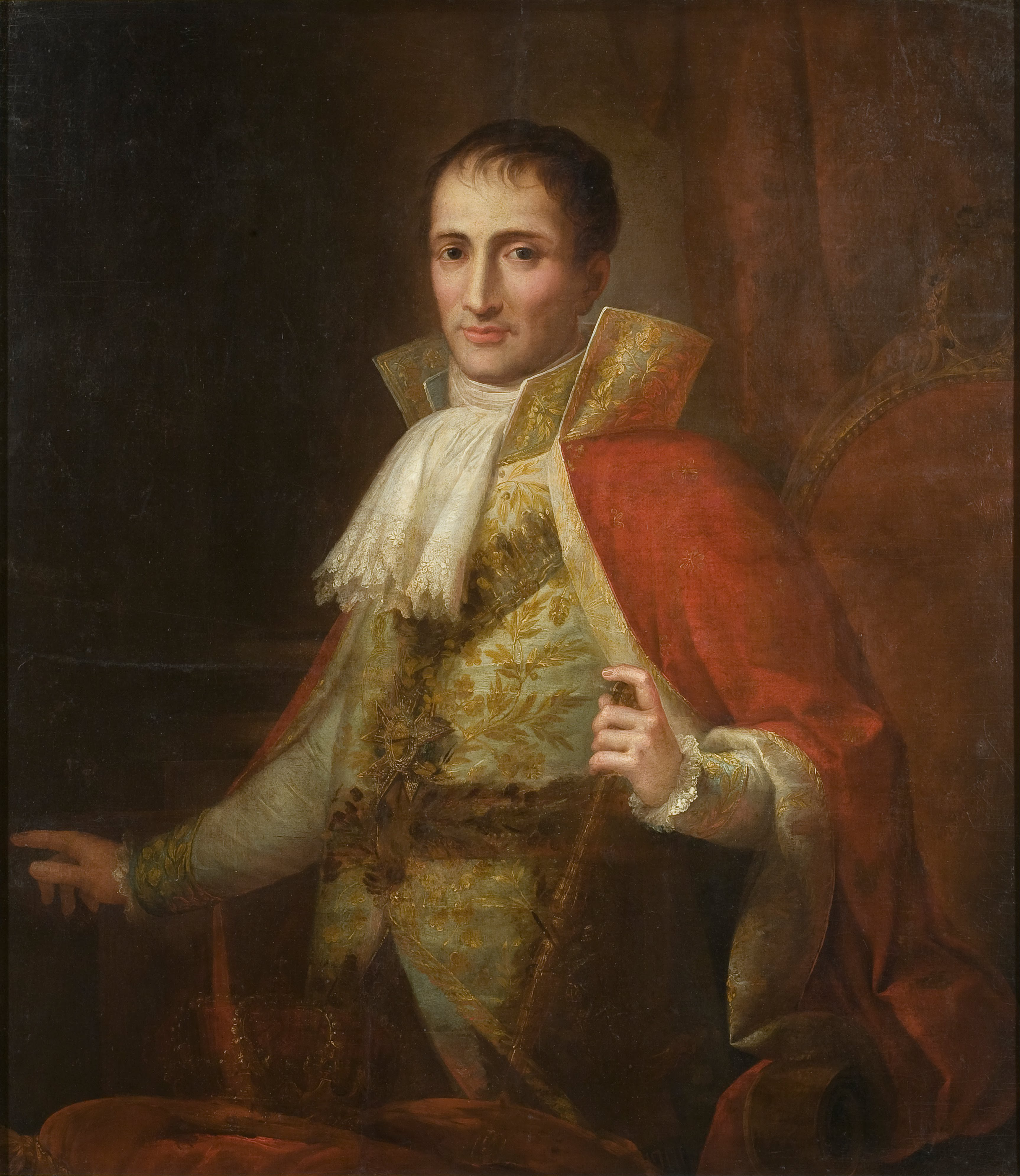
Joseph Bonaparte en 1809.

Francesco et Pietro Piranesi deviennent bientôt habitués de séjours au château de Mortefontaine où « le Prince Joseph Bonaparte, lorsqu'il n'est pas occupé de quelque mission politique ou militaire, vit habituellement au sein de sa famille. Il y rassemble des personnes distinguées dans les lettres et dans les sciences, et se plaît à oublier ainsi les soucis dans les jouissances de l'amitié et des arts ».
C'est en 1803, après qu'il a découvert dans le village voisin de Plailly une carrière d'argile rouge, que Francesco y fonde avec Pietro, « dans un vaste local accordé par le Prince Joseph Bonaparte et environné de bosquets et de jardins délicieux », une fabrique de céramiques, produisant des pièces en biscuit, d'autres d'un « genre étrusque » ou d'une « forme Médicis ». Leur brochure-catalogue verse presque dans l'idéologie en énonçant que « ces découvertes tendent à rapprocher de toutes les classes du peuple les choses nécessaires à ses besoins, et à les lui fournir de meilleure qualité et à un moindre prix ; à lui enseigner des procédés économiques par le moyen desquels, en réduisant sa consommation, il obtient les mêmes résultats ». De fait, témoigne une gazette parisienne en 1806, « il y a foule dans la boutique des frères Piranesi place du Tribunat. Ayant repris à leur compte l'idée de l'étalonnage, ils ont créé des objets usuels dont les unités de mesure servent aujourd'hui de calibre... Avec un zèle qui les honore, les frères Piranesi poursuivent leurs recherches. Propriétaires d'une maison à Plailly, aux environs de Mortefontaine (Oise), qui leur a été offerte par  Sa Majesté le roi de Naples, ils viennent de découvrir une terre dont les qualités sont propres à faire de la poterie supérieure. Ils éditent maintenant une vaisselle dans le style antique, qui contribue à la diffusion du style Empire qui s'en inspire, et viennent dans ce but de fonder une manufacture de plastique ».

### 1808-1810: revers du destin

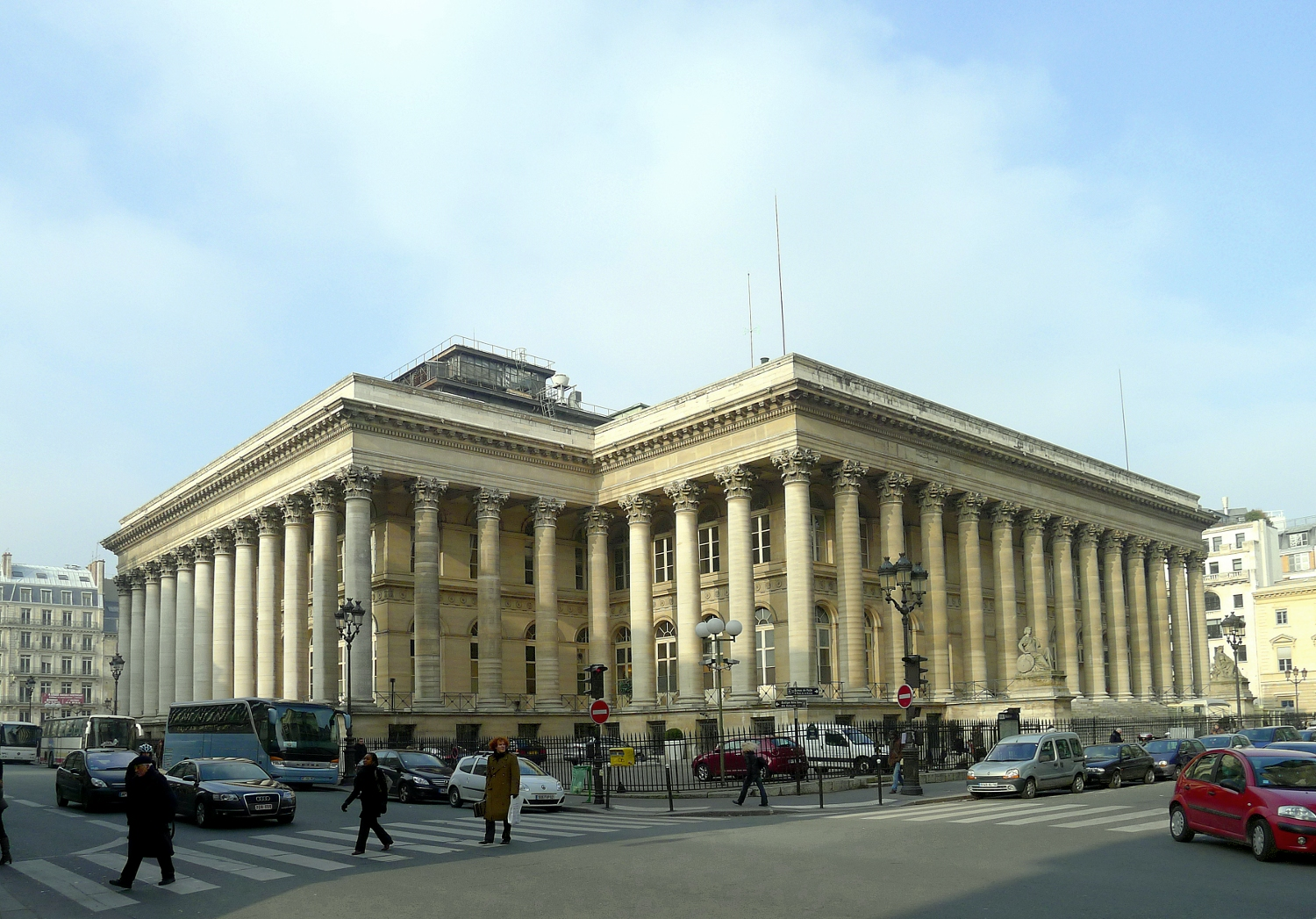
Le péristyle du Palais Brongniart.

Alors que Pietro quitte Paris pour un retour à Rome en 1807, les apparences demeurent celles d'une vitalité quasi-insolente tant place du Tribunat qu'à l'Académie Piranesi du Collège de Navarre. La générosité manifeste d'un gouvernement qui semble ainsi privilégier des artistes italiens suscite les polémiques : « au lieu d'une académie, écrit en 1808 Le Cicerone parisien qui dépasse ainsi sa vocation de simple guide pour les visiteurs de la capitale, les Piranesi y établissent, uniquement à leur profit, une manufacture de toutes sortes d'objets d'art. Ce qui devrait être un établissement d'utilité publique se borne à une spéculation d'intérêt, à une entreprise purement commerciale ».
Ces apparences de floraison et d'enrichissement dissimulent la réalité économique d'une chalcographie croulant sous les dettes. La mort de Francesco le 27 janvier 1810 - on a pu lire des évocations de syphilis et de folie, sans sources réelles - interrompt les propositions contractuelles de sauvetage, mandatées par Napoléon, par un rachat national de la Chalcographie Piranesi. Ce sont les huissiers qui s'en saisissent pour une vente liquidative que dirige le commissaire-priseur Bénou, le 17 décembre suivant au Palais-Royal. L'acquisition en 1835 de la Chalcographie Piranesi par Firmin Didot, pour une grande réédition des gravures, sera suivie d'un rachat en 1839 par le pape Grégoire XVI.
Les empreintes les plus visibles du Premier Empire demeurent celles d'une romanisation de Paris avec, entre autres témoignages, la colonne Vendôme qu'inspira la colonne Trajane, l'arc de triomphe du Carrousel copié sur celui de Septime Sévère, avec le Temple de la Gloire de la Grande Armée (devenu l'église de la Madeleine) ou encore le péristyle du Palais Brongniart. On ne peut là totalement occulter qu'il s'agit aussi de la marque persistante de Francesco Piranesi, admiré et protégé des Bonaparte, en ce que son œuvre gravé contribua, autour de 1800, à la romanisation des esprits, à « l'expression de ce Beau Idéal auquel les architectes croyaient encore ».

## Galerie

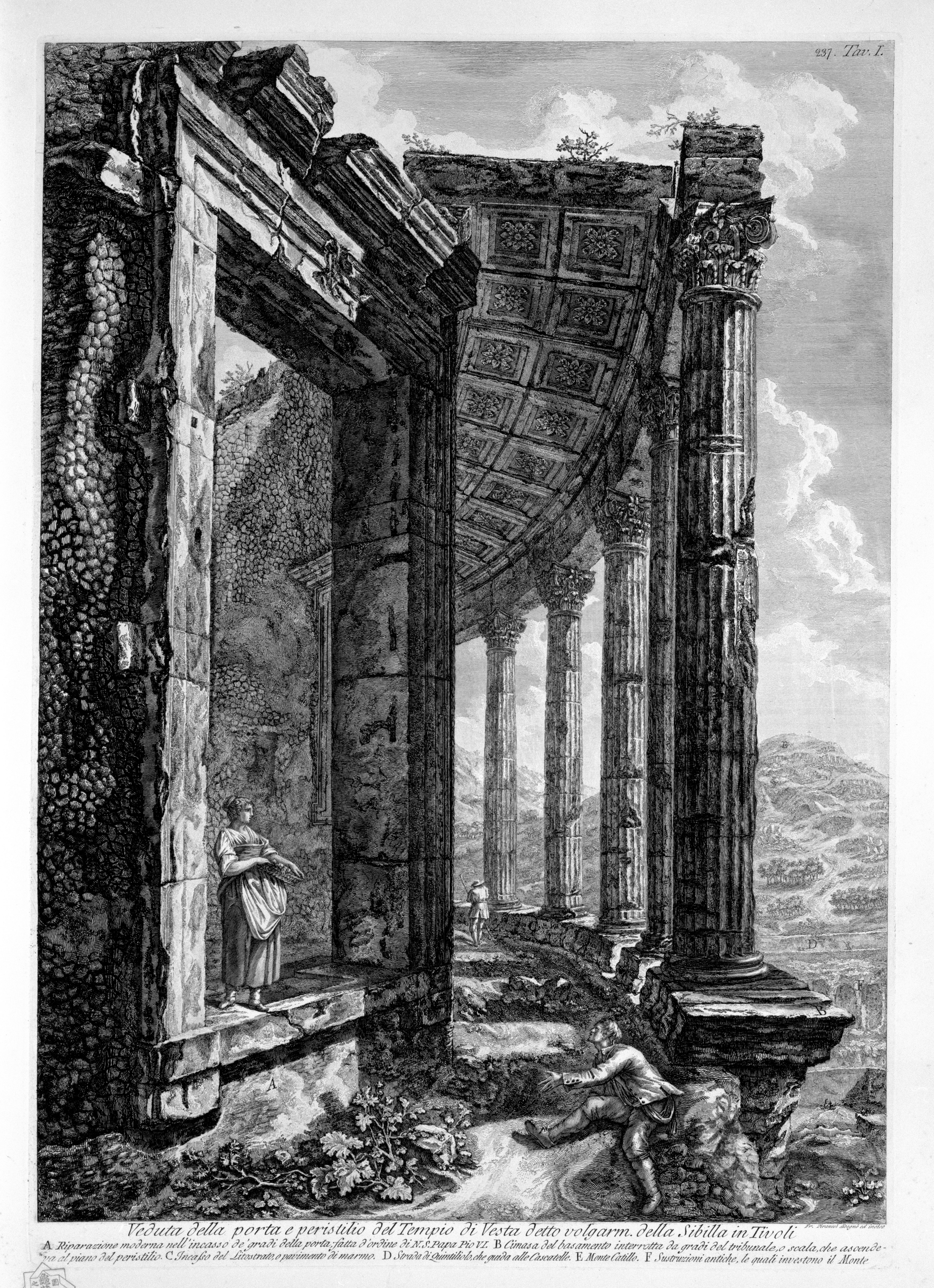
Péristyle du Temple de Vesta, 1780.
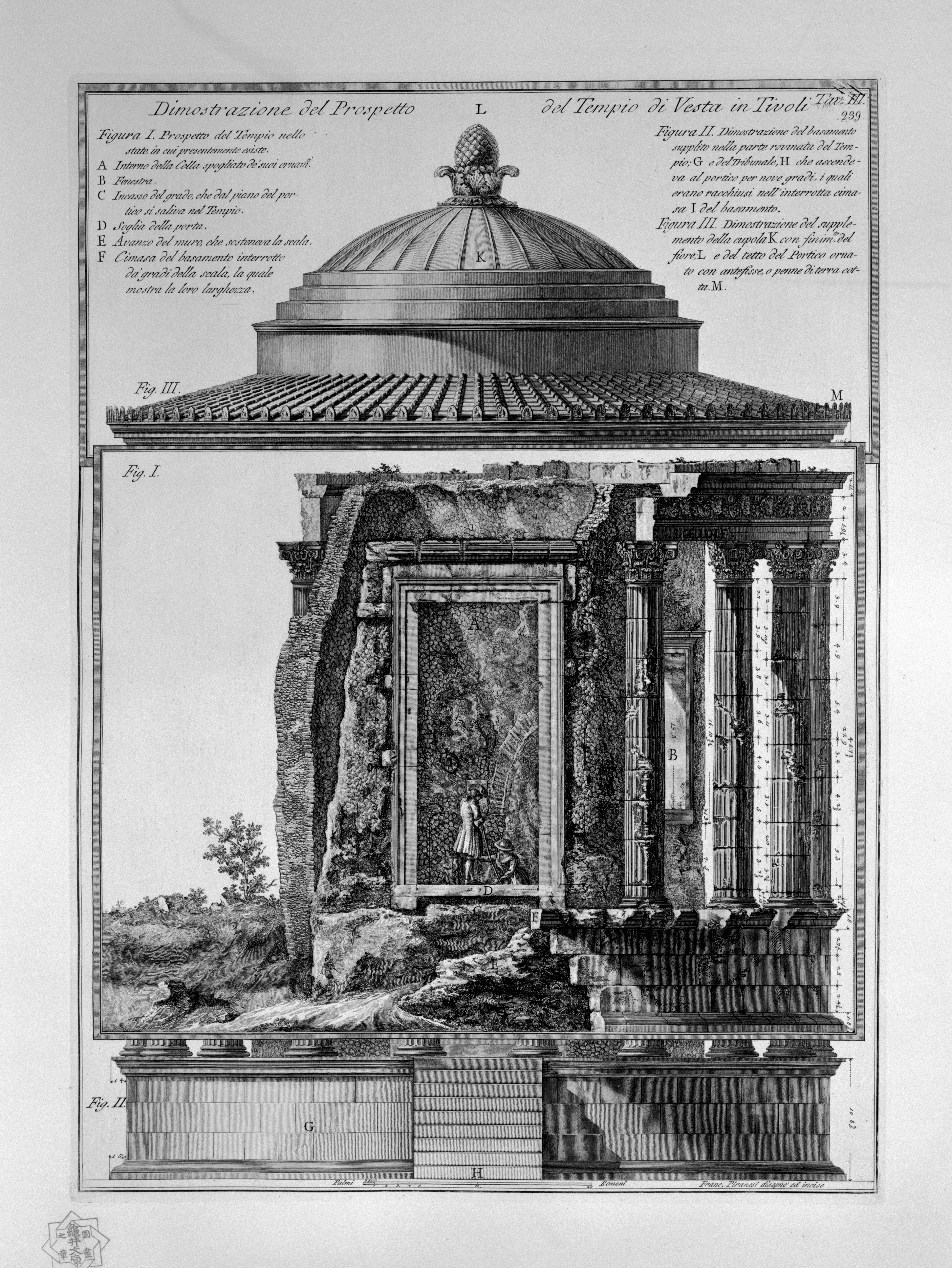
Temple de Vesta, Tivoli, 1780.
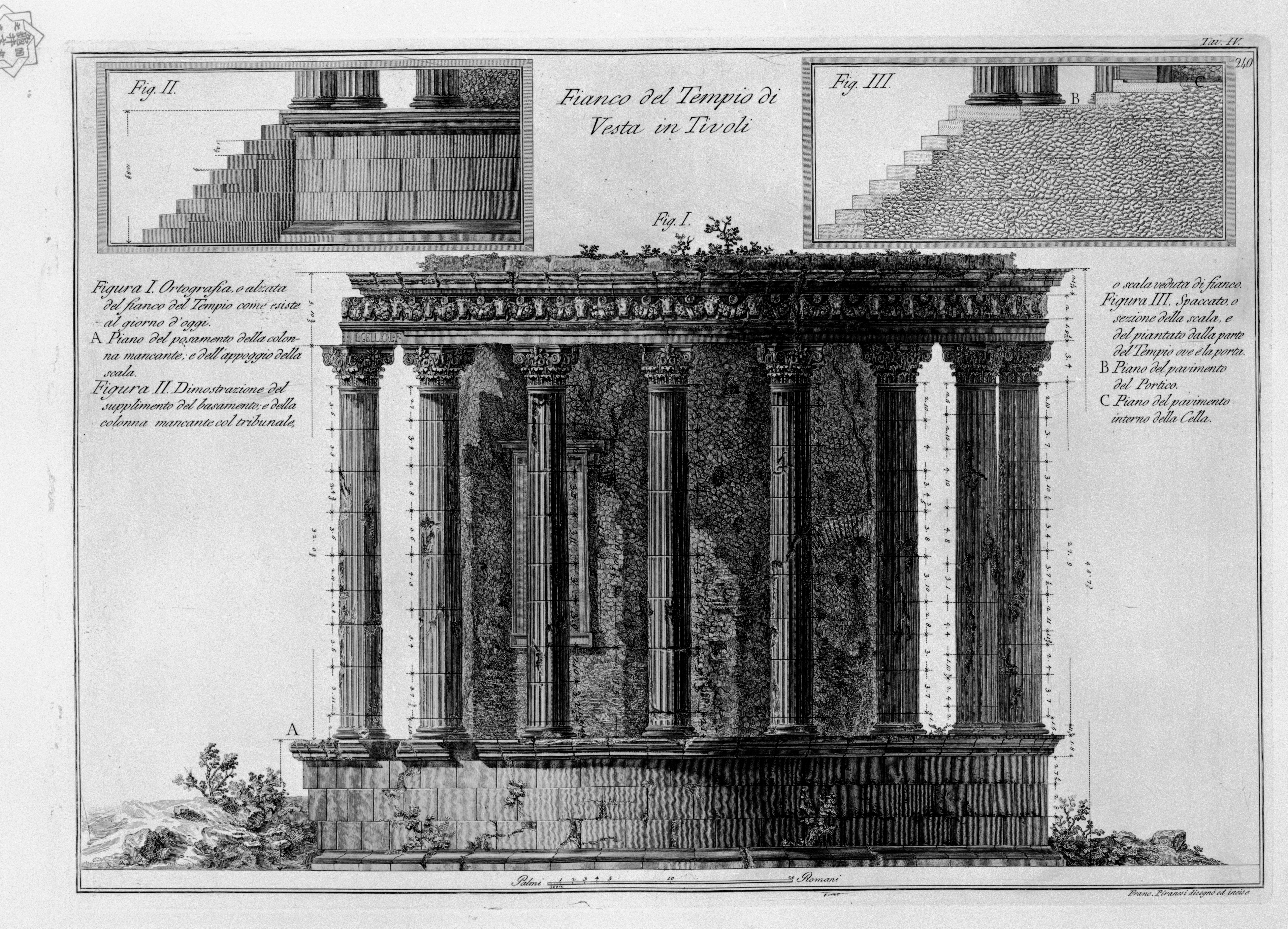
Vue latérale du Temple de Vesta, 1780.
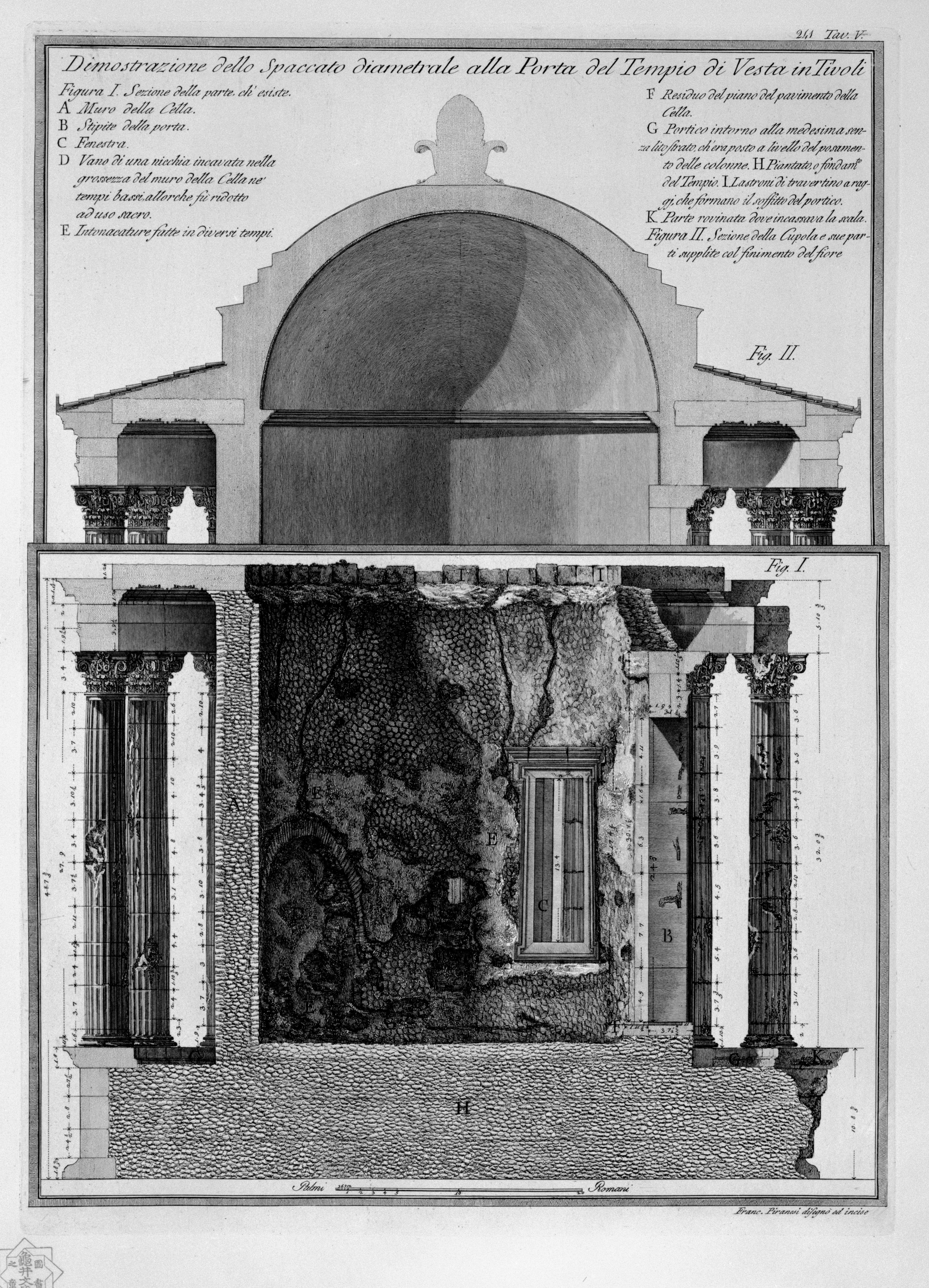
Coupe du Temple de Vesta, 1780.
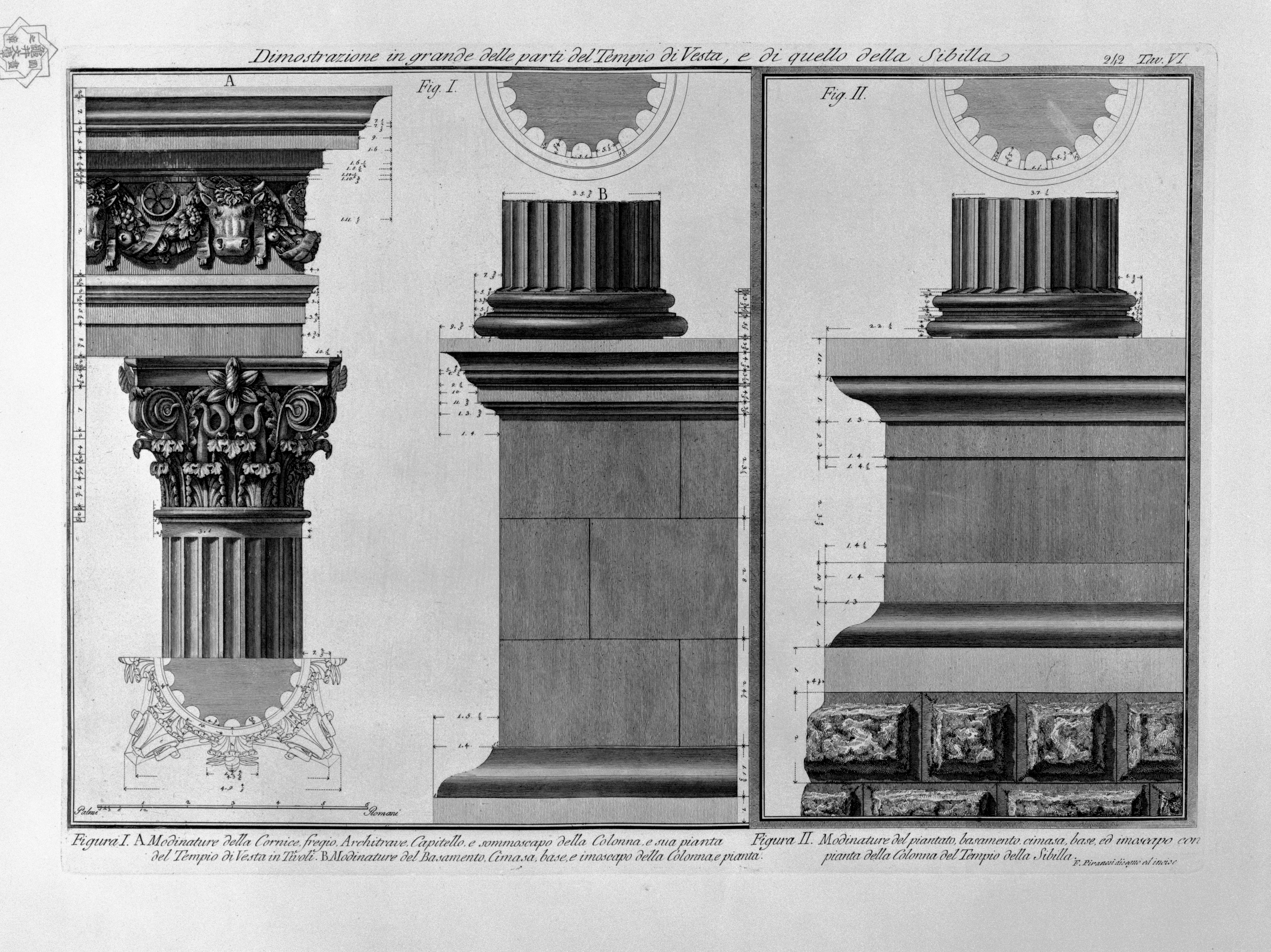
Colonnes du Temple de Vesta, 1780.
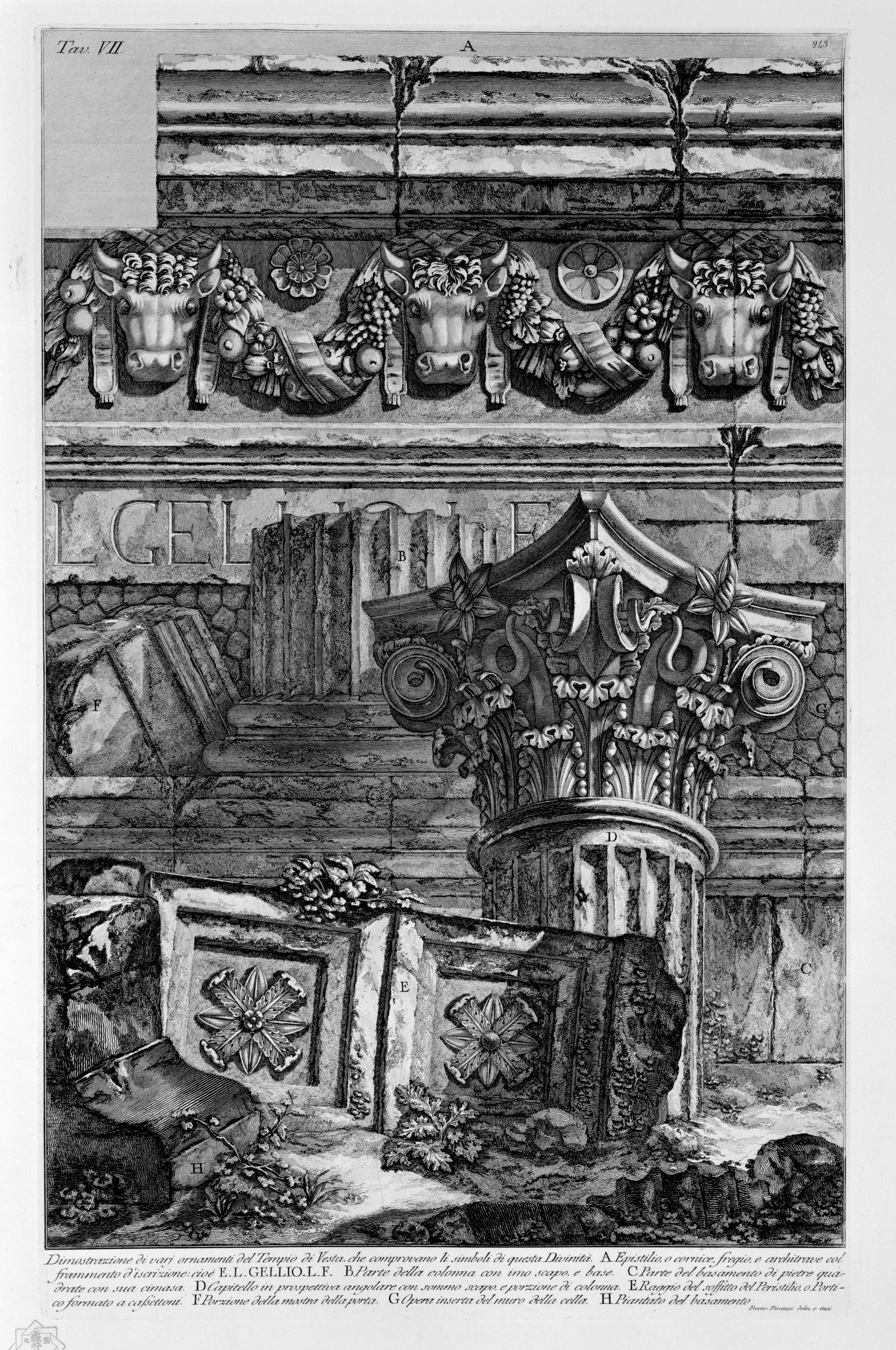
Ornements du Temple de Vesta, 1780.
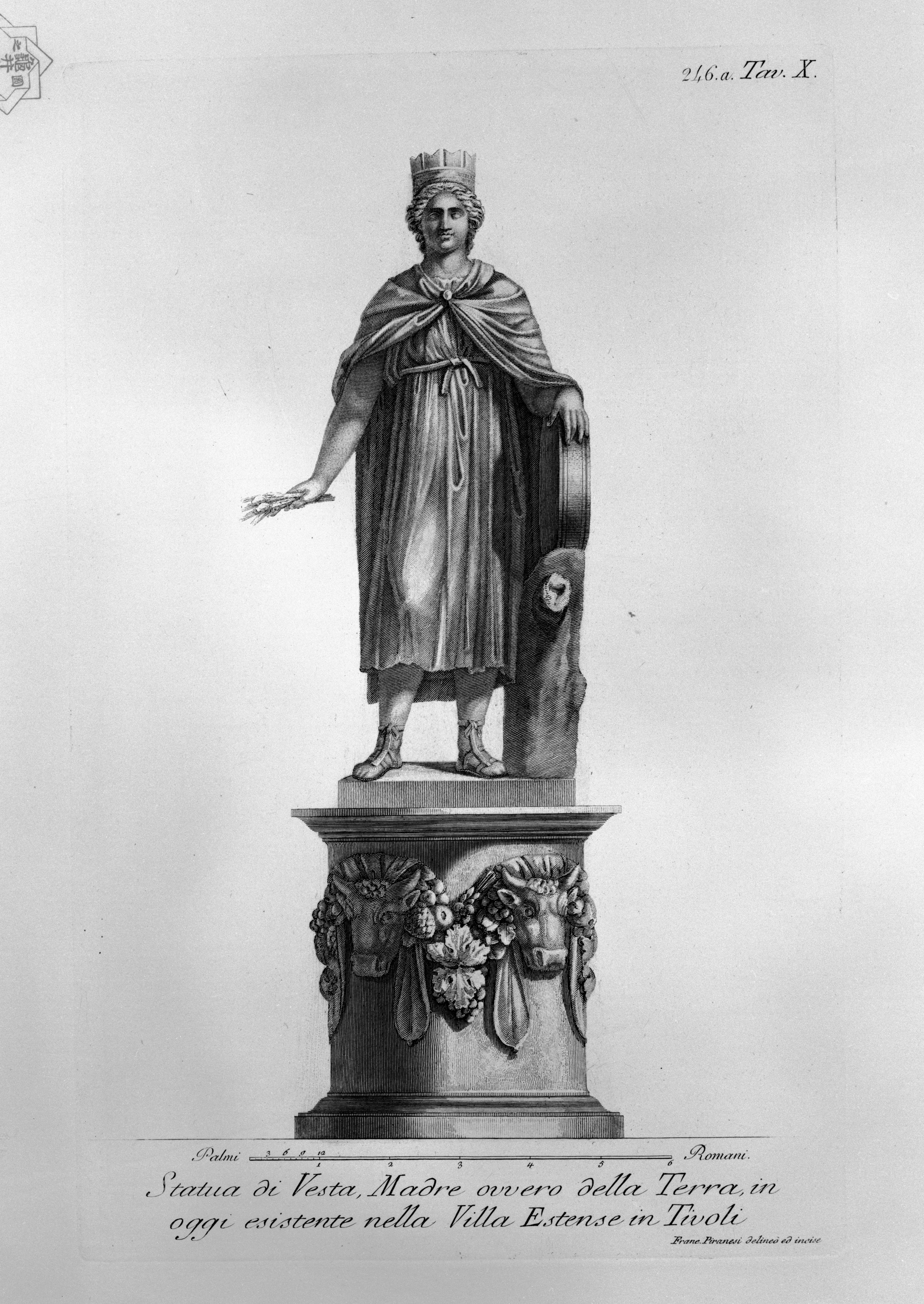
Statue de Vesta, 1780.
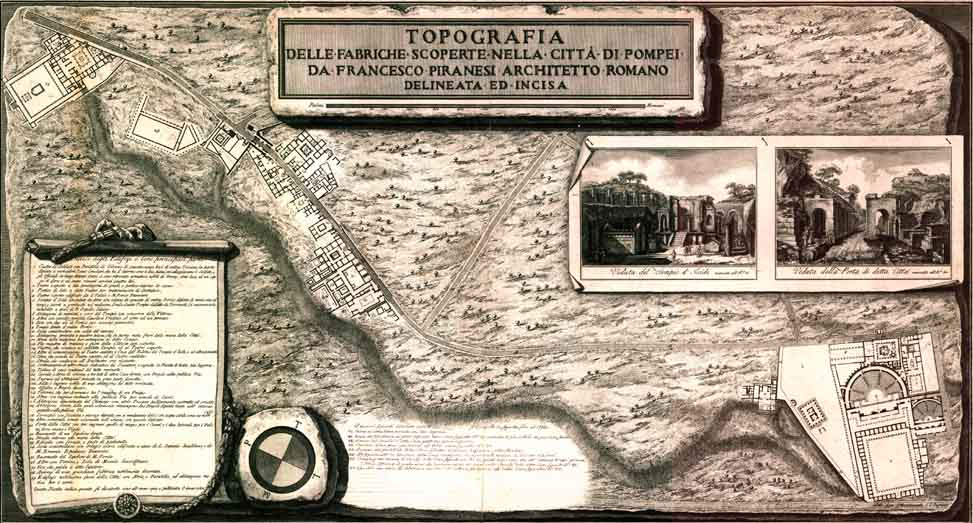
Carte de Pompei, 1788.
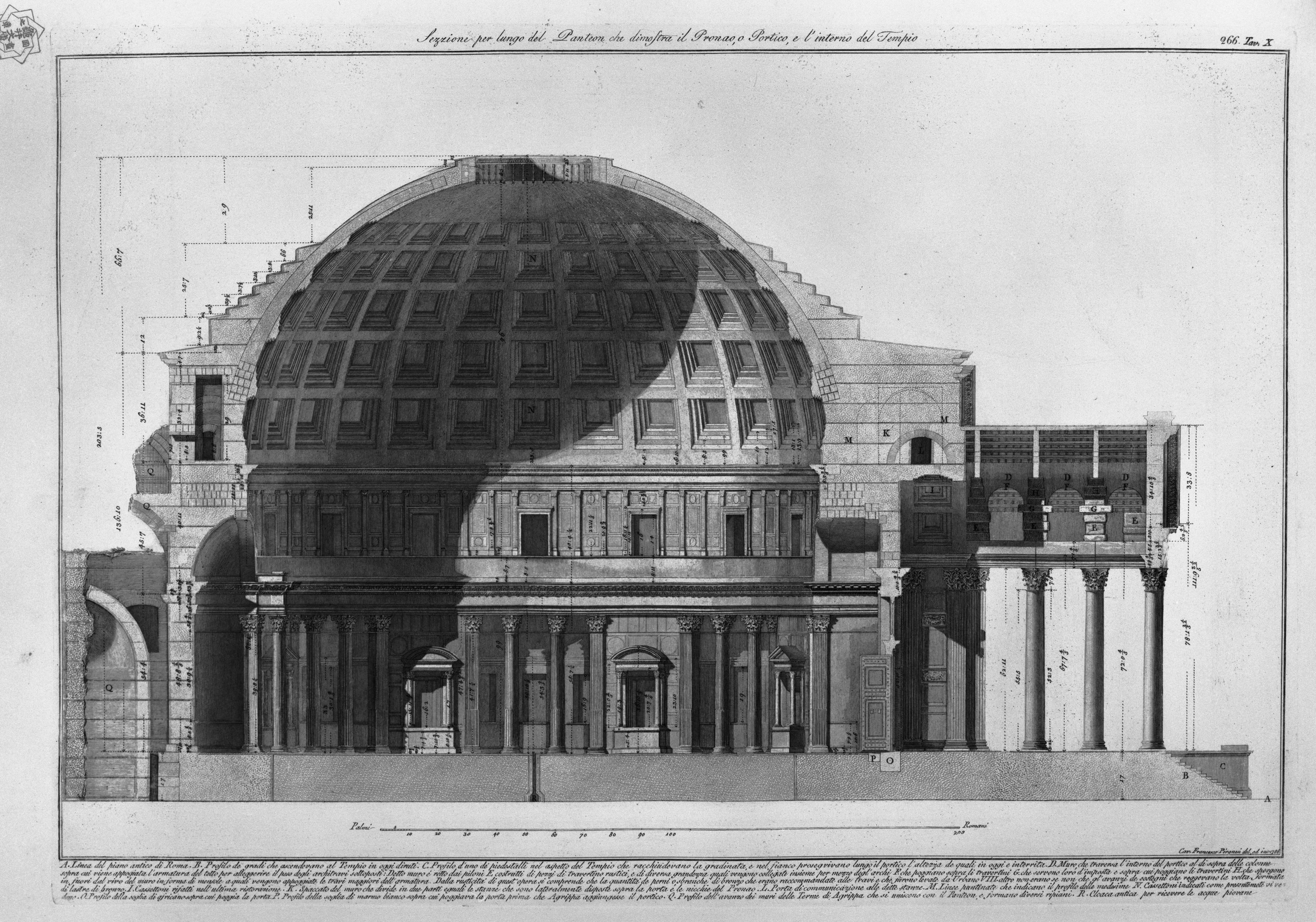
Coupe du Panthéon de Rome, 1790.
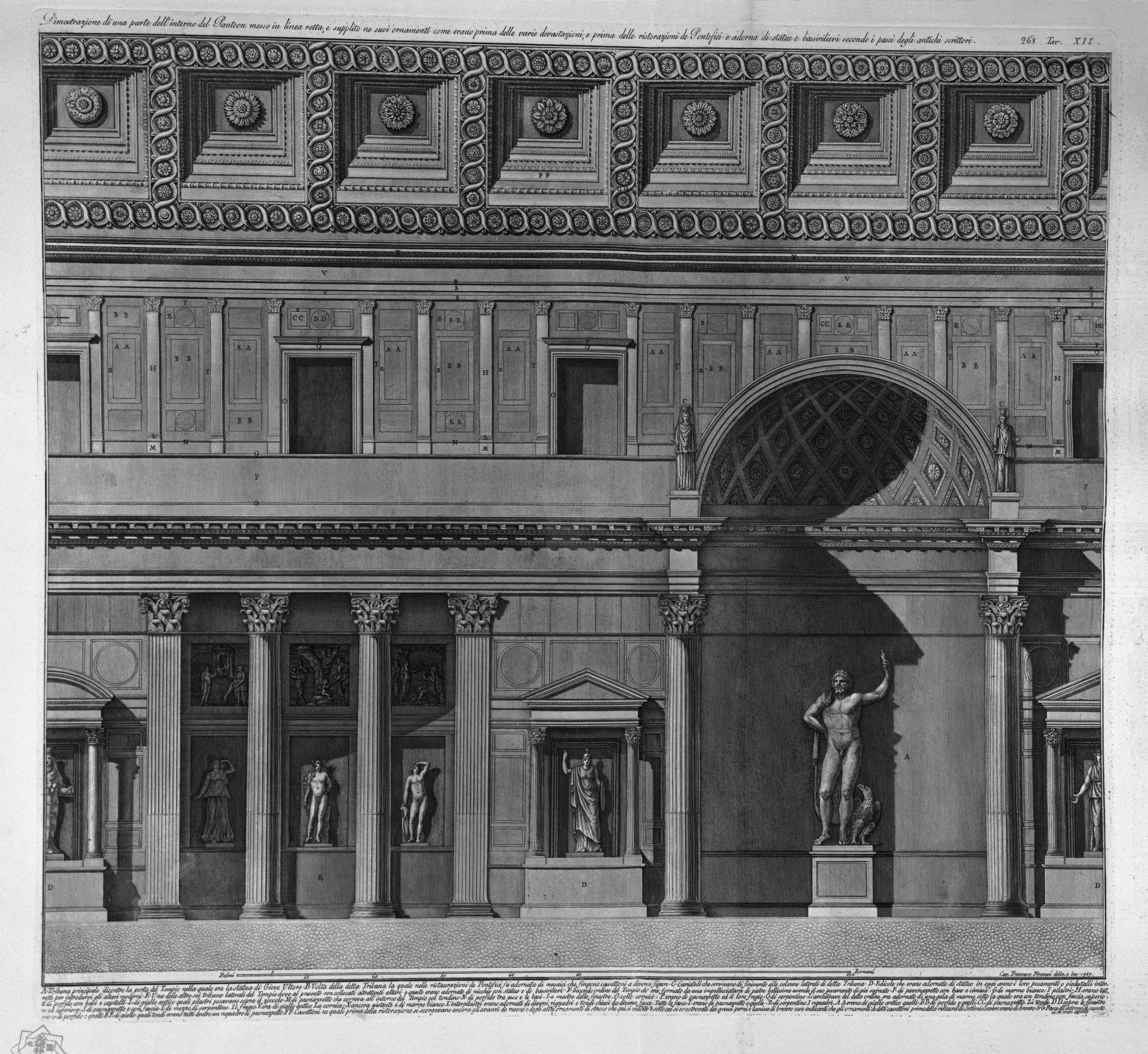
Intérieur du Panthéon, 1790.
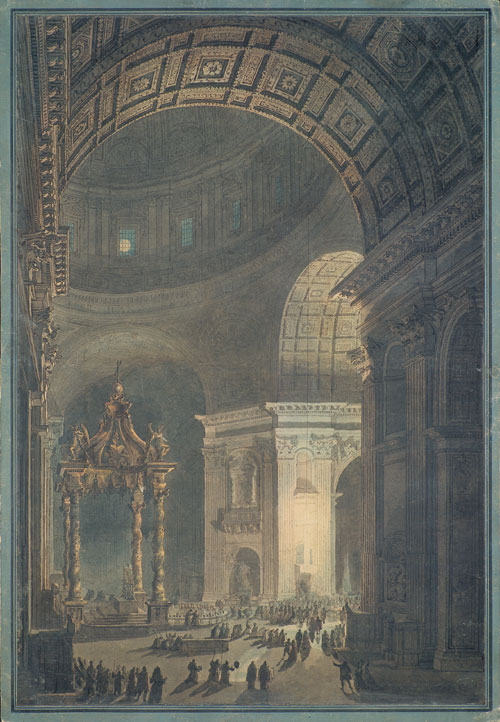
Francesco Piranesi et Louis-Jean Desprez, Illumination de la Croix du Carême, Basilique Saint-Pierre

## Œuvres

### Assistance de Giovanni Battista Piranesi
- Trophée ou magnifique colonne spiralée de marbre composée de gros blocs de pierre où l'on voit gravées les deux guerres daciques, élevée sous Trajan au milieu de Grand Forum, érigée en l'honneur du même empereur par ordre du sénat et du peuple romain après ses triomphes, recueil comprenant trois séries d'estampes représentant les trois colonnes monumentales érigées à Rome en l'honneur des empereurs Trajan, Marc-Aurèle et Antonin le Pieux. Cette œuvre de Giovanni Battista a exigé un relevé des colonnes où la collaboration de Francesco Piranesi et de dessinateurs de l'atelier Piranesi (tels que Vicenzo Dolcibene) a été essentielle. Catherine Guégan observe : « la représentation étonne par sa fidélité au modèle, dont chaque détail monumental est transcrit sur l'estampe. Pour effectuer le relevé de la colonne et la copie des bas-reliefs qui l'ornent, les Piranesi semblent avoir combiné deux techniques : l'utilisation d'une nacelle suspendue depuis le sommet permettant un déplacement vertical, et d'un échafaudage pour les parties inférieures, une technique déjà employée pour les temples de Castor et Pollux sur le forum »[27].

La colonne Trajane et quelques relevés effectués par les Piranesi
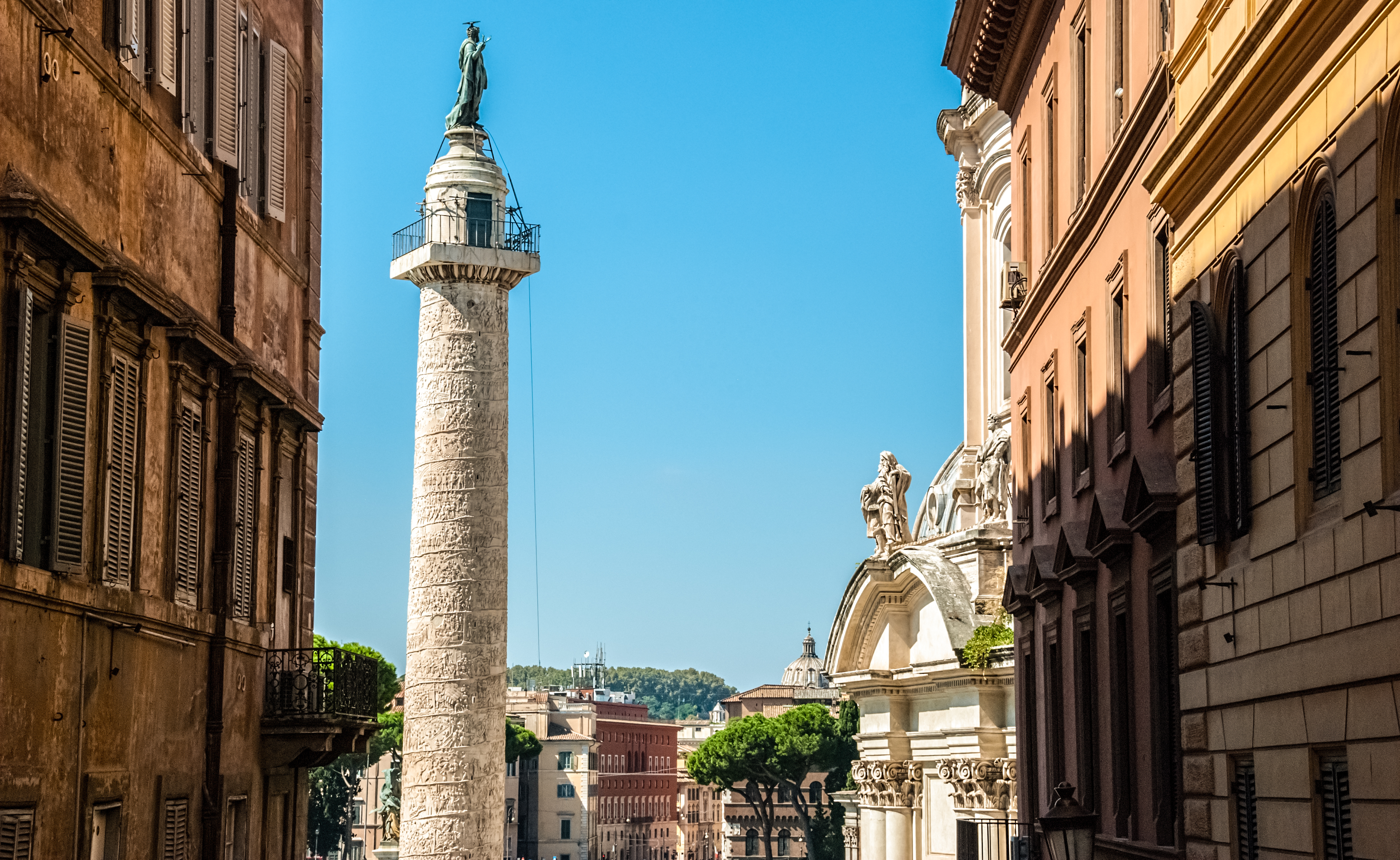
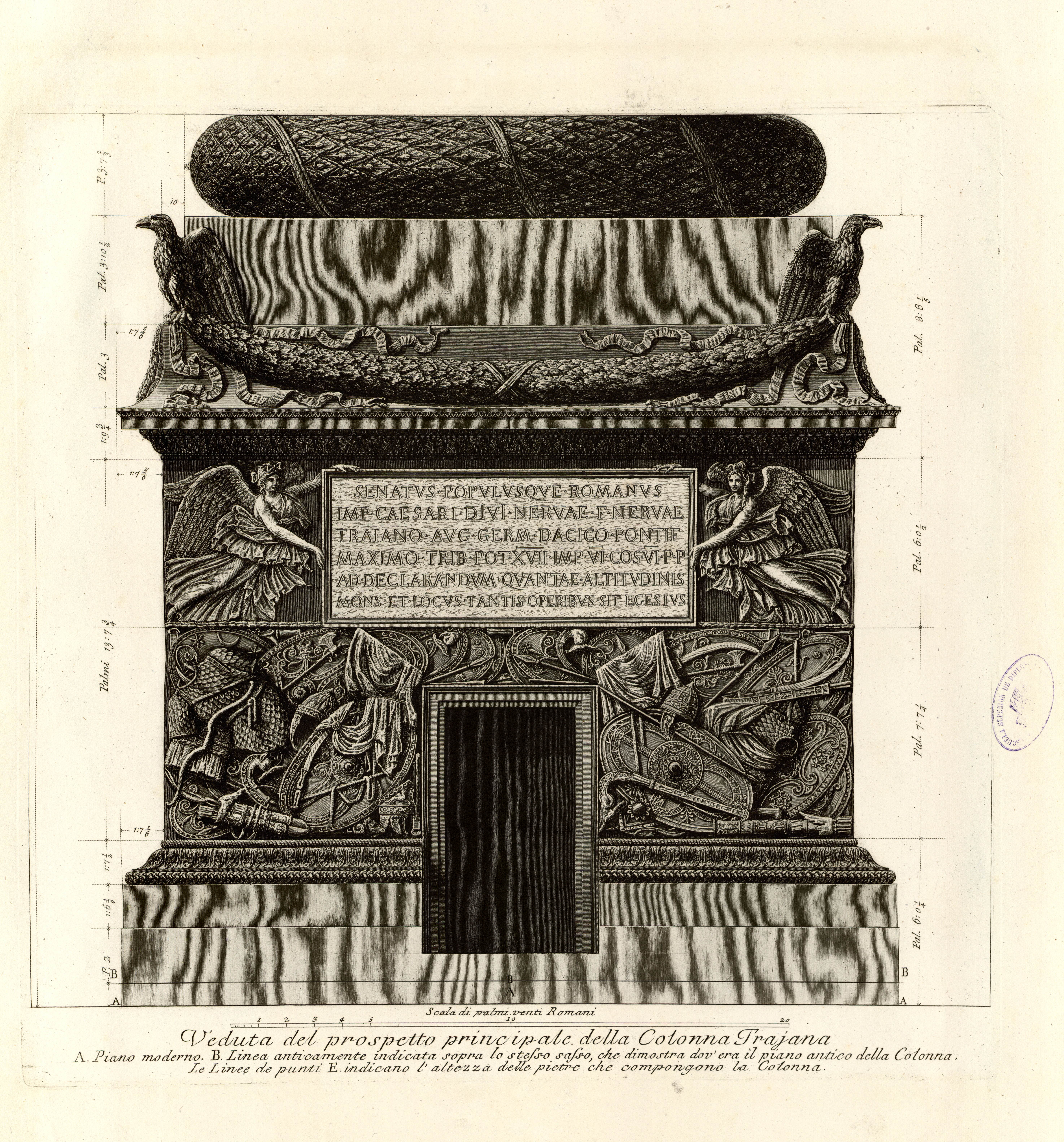
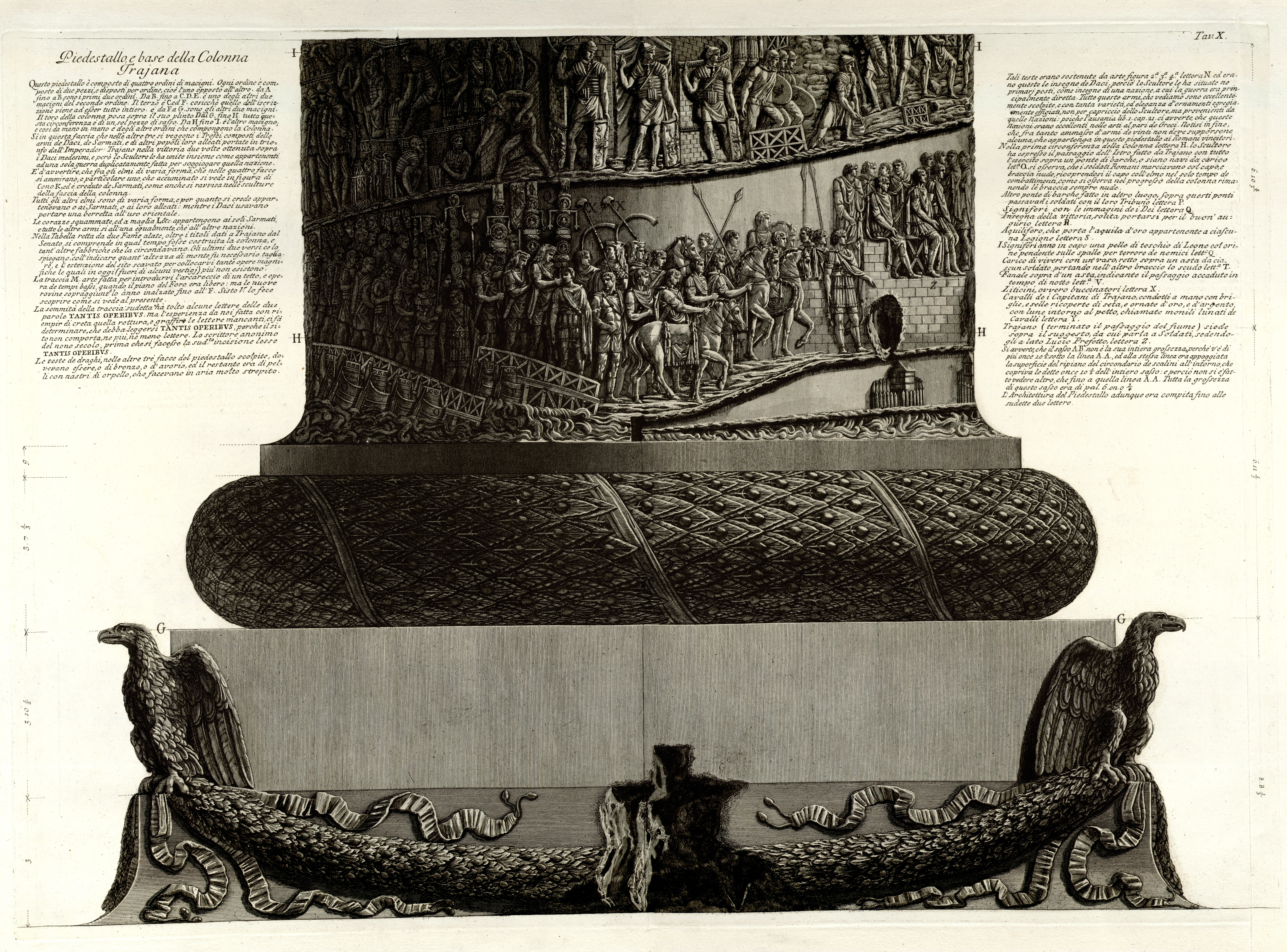
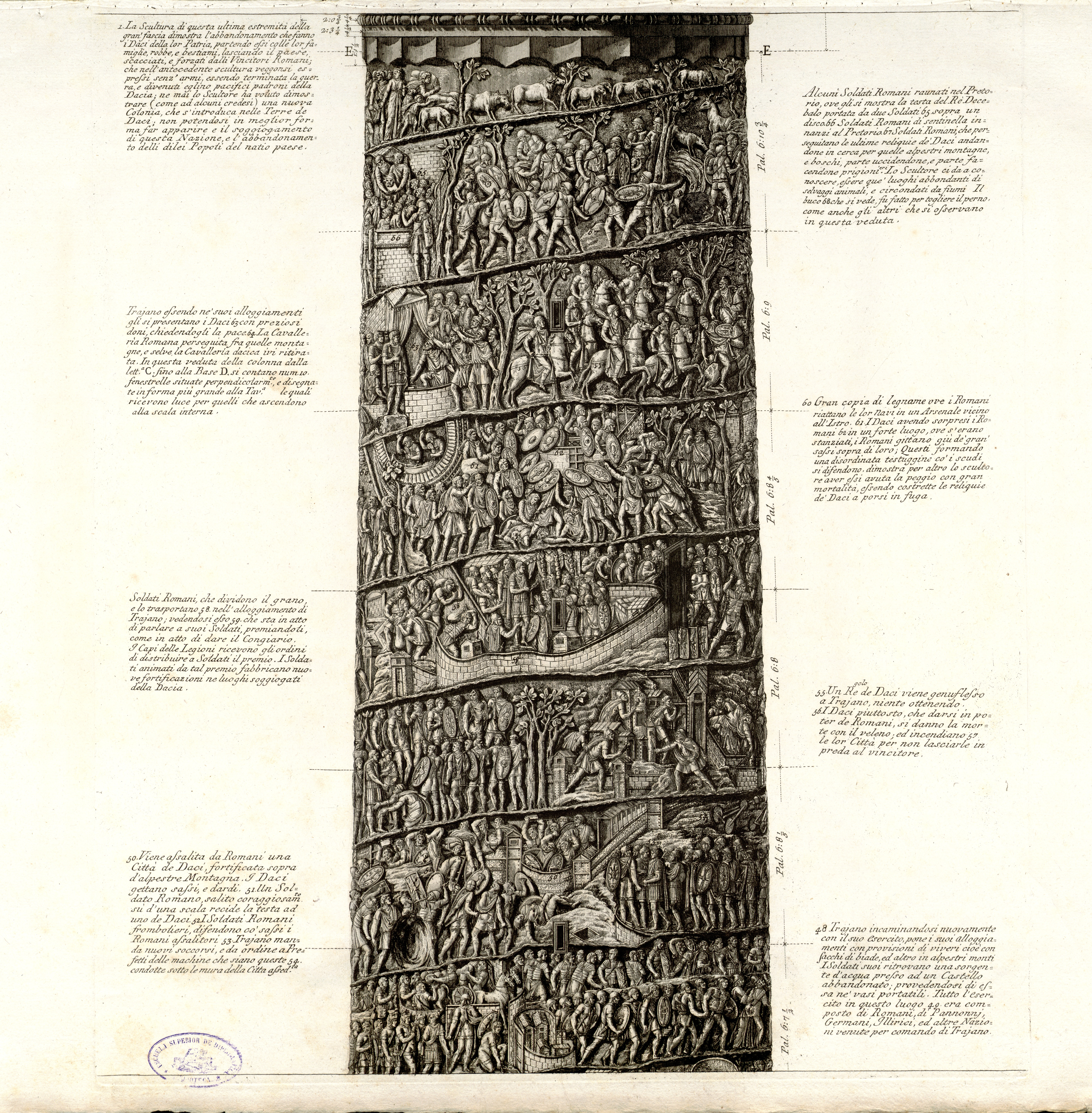
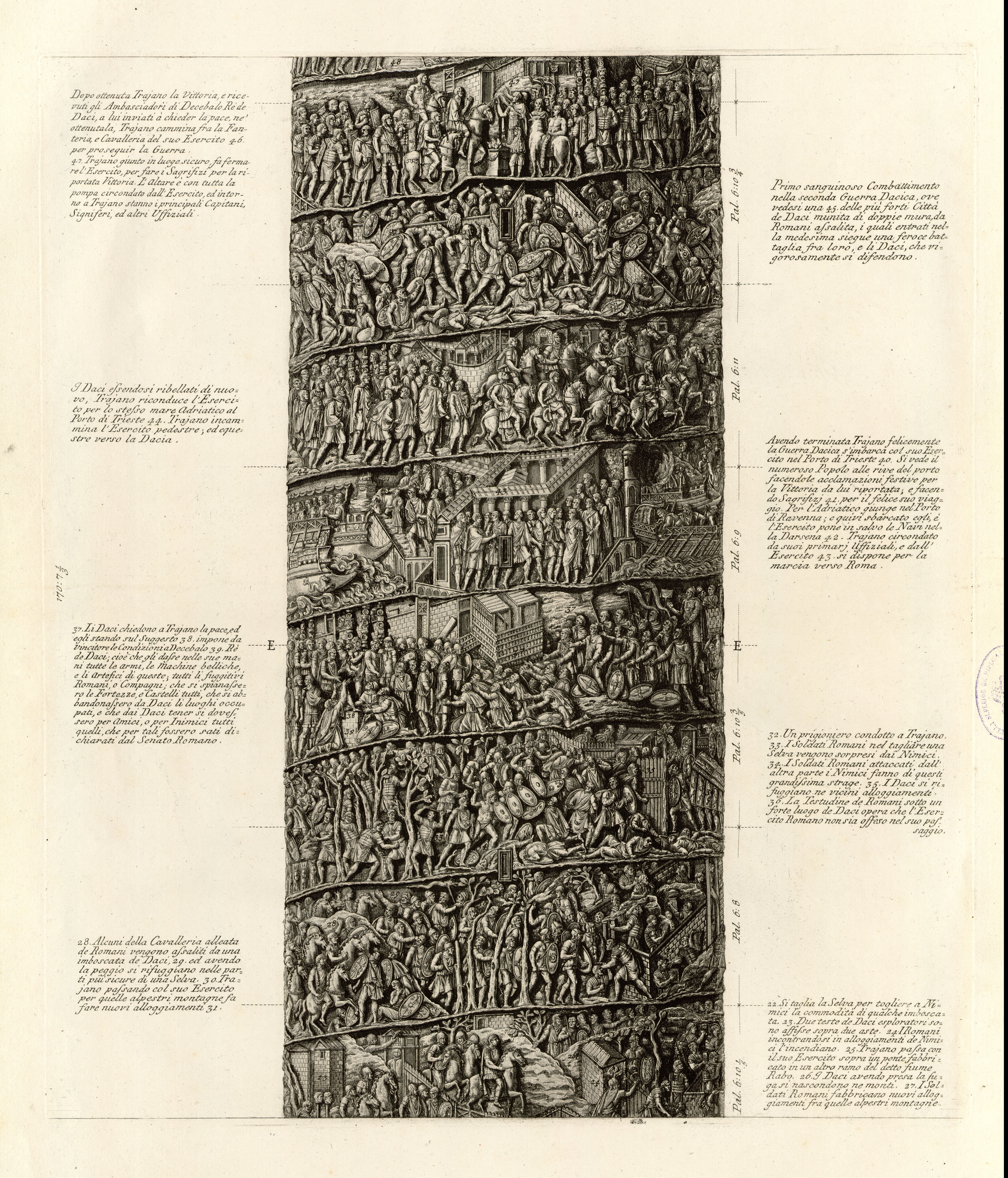
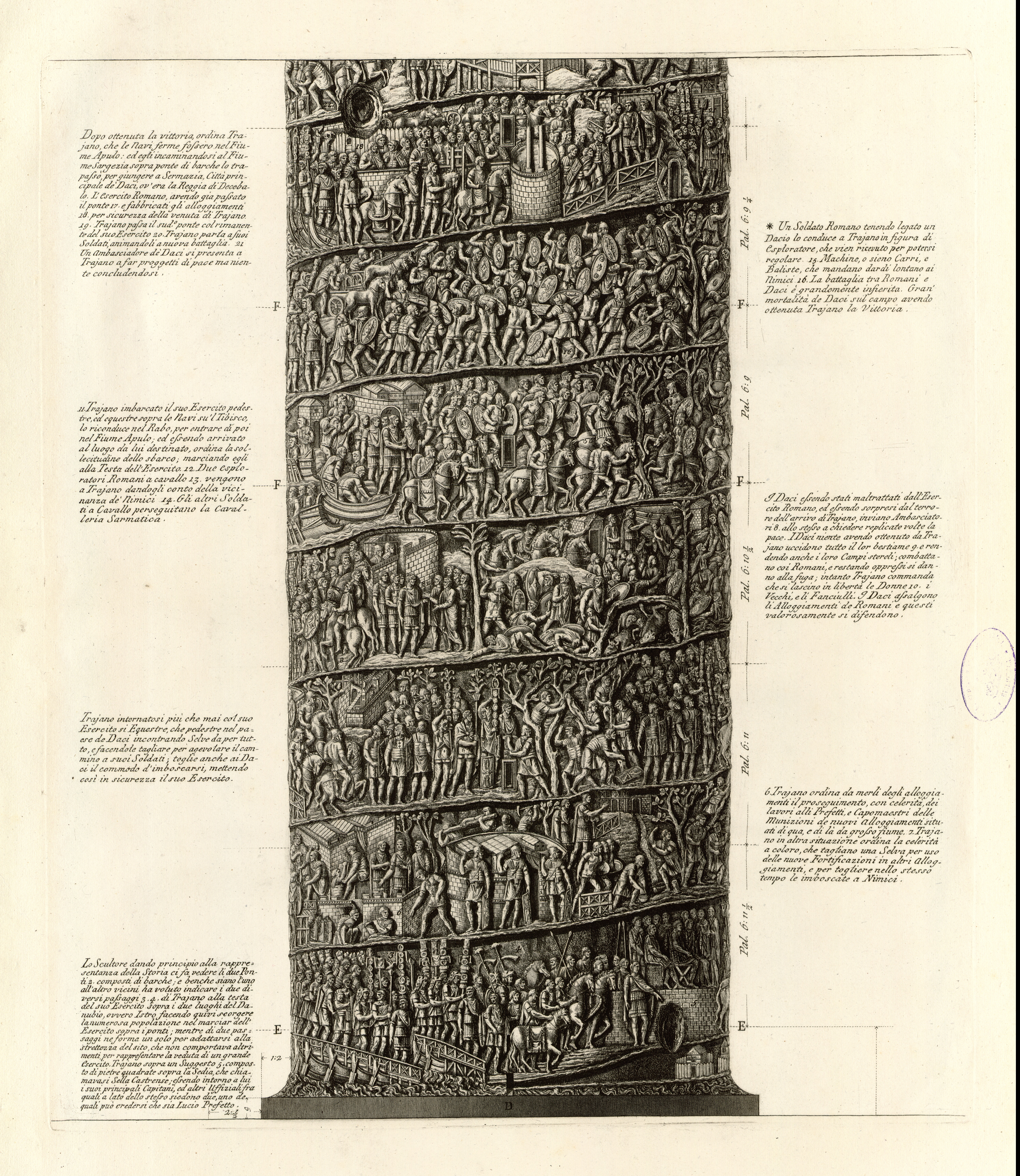
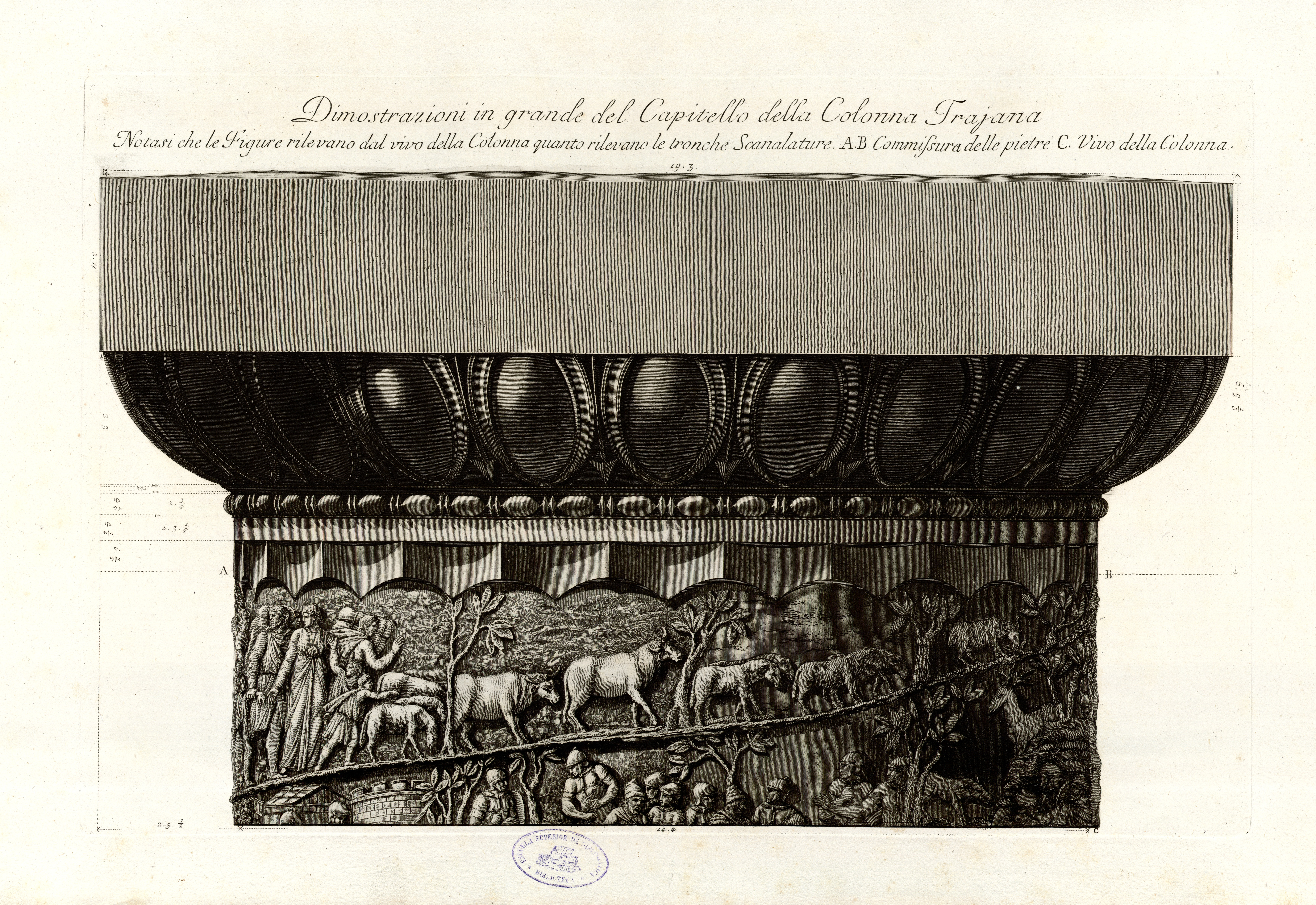

### Gravures
- Statues antiques des musées de France et d'Italie : « toutes les planches sont signées par Francesco Piranese, datées entre 1769 et 1792, d'après les dessins de Rocchegiani, Angeletti, Piroli ou Nocchi. » Représentant les œuvres les plus célèbres de la statuaire antique, de l'Apollon du Belvédère à la statue équestre de Marc-Aurèle, elles sont légendées et dédiées au pape Pie VI, à de grands dignitaires, amateurs d'art et mécènes comme le comte de Creutz, le comte Potocki, le prince Youssoupoff, le duc Braschi Onesti, le comte de Düben, le duc de Sudermanie, Girolamo Zulian (pl), ambassadeur à Venise, la poétesse Catherine Dolfin. La planche 37 représente la statue de Giovanni Battista Piranesi exécutée par Giuseppe Angelini (it)[28].
- Raccolta de'Tempj Antichi, recueil de vingt et une planches gravées, dont dix en doubles pages (vol.1), 1780[12],[11], le Panthéon (vol.2), 1790. Réédition par Firmin Didot en 1836.
- Choix des meilleures statues antiques, recueil d'eaux-fortes, Rome, 1781-1784 (galerie ci-dessous).
- Les dessins coloriés, avec Louis-Jean Desprez, 1783.
- Le théâtre d'Herculanum, gravures, 1784[29].
- Monumenti degli Scipioni, recueil d'eaux-fortes, Rome, 1785.
- Collection des plus belles séries de Rome, 1786.
- Le Prato della Valle à Padoue, commande d'Andrea Memmo, 1786.
- Le Champ de Mars de la Rome antique, recueil d'eaux-fortes de Francesco Piranesi, gravées d'après Giovanni Battista Piranesi, 1800[30].
- Choix de costumes civils et militaires des peuples de l'antiquité, leurs instruments de musique, leurs meubles et les décorations intérieures de leurs maisons, d'après les monuments antiques, avec un texte tiré des anciens auteurs, deux volumes, avec Xavier Willemin, 1802.
- Différentes vues de quelques restes de trois grands édifices qui subsistent encore dans le milieu de l'ancienne ville de Pesto, autrement Possidonia, signature de Francesco Piranesi sur la planche constituant le titre, sans date.
- Antiquités d'Herculanum, dessinées par les frères Piranesi et gravées par Thommaso Piroli, avec un texte descriptif de St.-Ph. Chaudé, publiées par Francesco et Pietro Piranesi, Paris, an VII de la République (1804)[31].
- Antiquités de la Grande Grèce, aujourd'hui royaume de Naples, gravées par Francesco Piranesi, d'après les dessins de Giovanni Battista Piranesi, recueil d'eaux-fortes, Paris, 1804-1807[32].
- Monuments des Scipions, Paris, 1807.
- Fête pour la paix générale entre la France et l'Empereur d'Allemagne, donnée à Paris le 18 brumaire An X.
- Fête pour la paix donnée dans les jardins de Mortefontaine - Décoration des jardins de Joseph Bonaparte et cérémonie de la signature de la paix entre la France et les États-Unis.

### Galerie desmeilleures statues antiques, 1781-1784

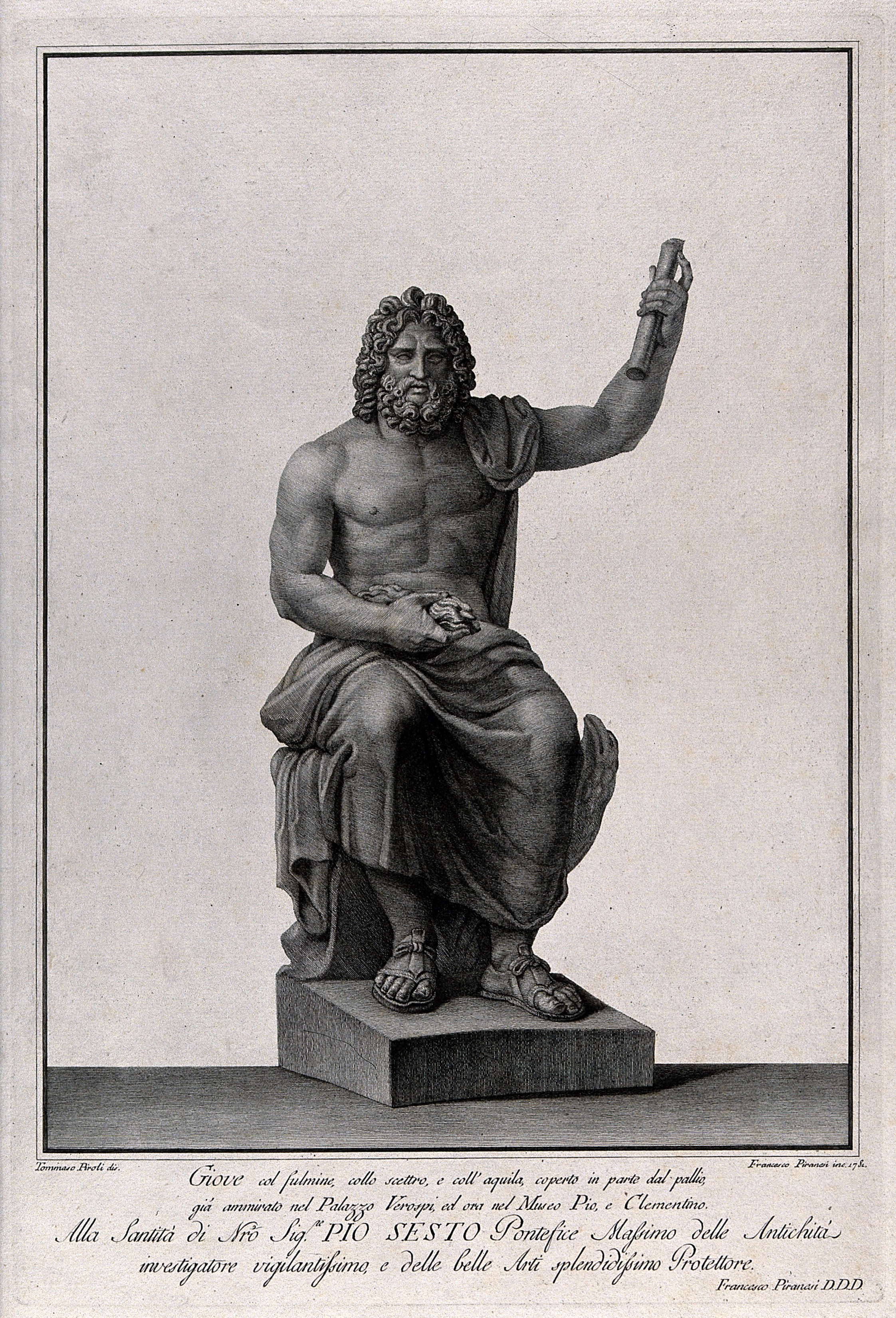
Jupiter, 1781.
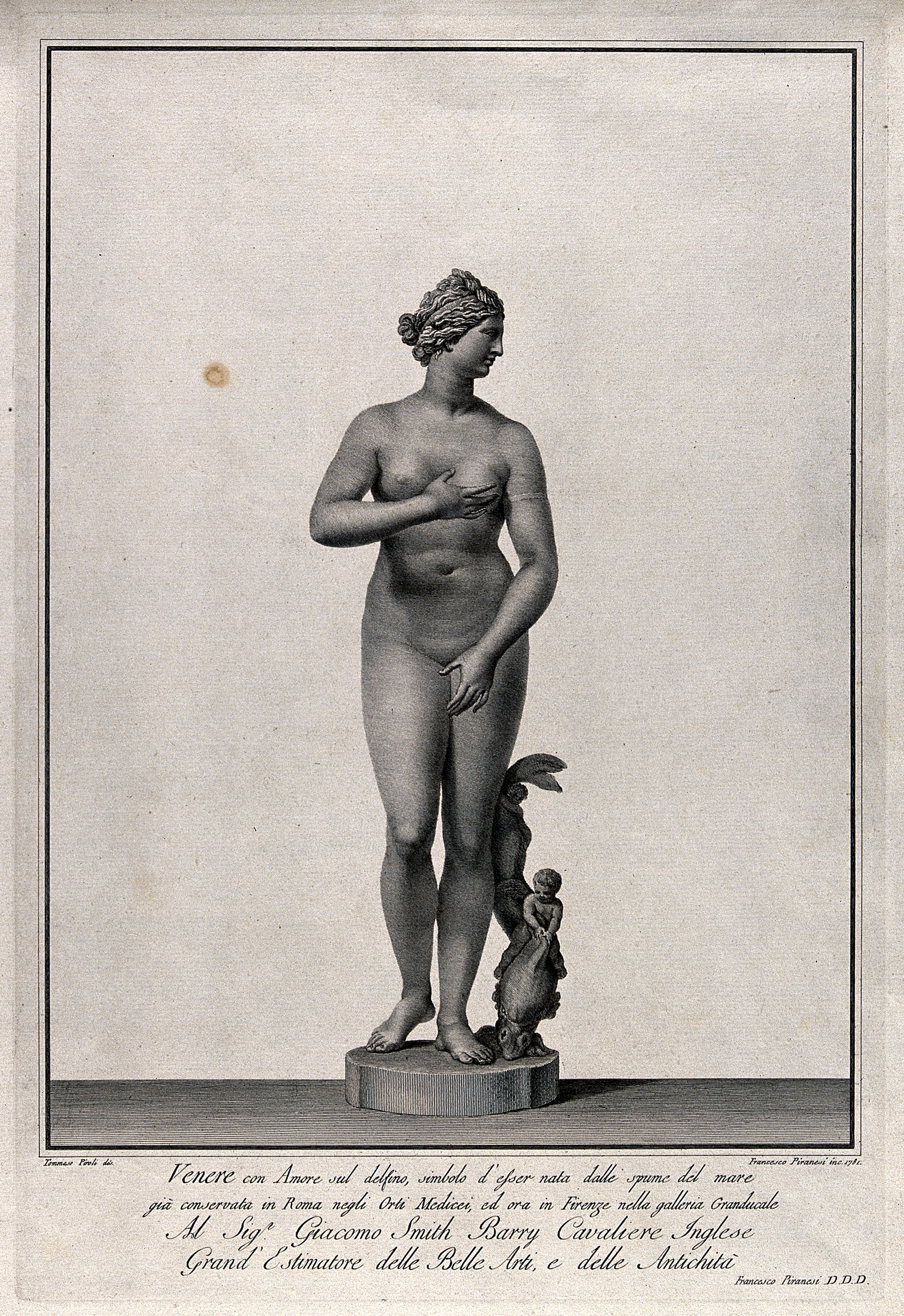
Vénus, 1781.
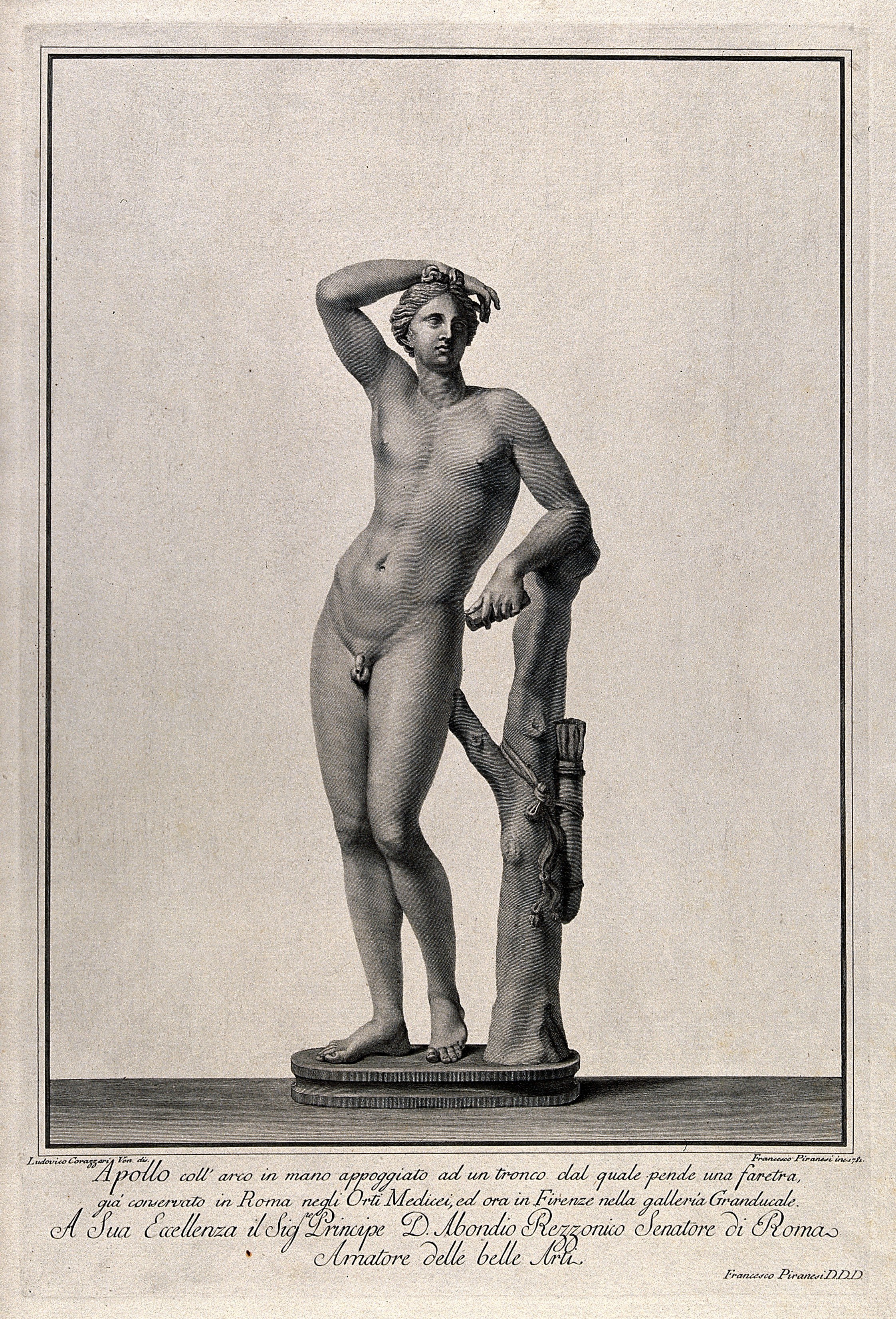
Apollon, 1781.
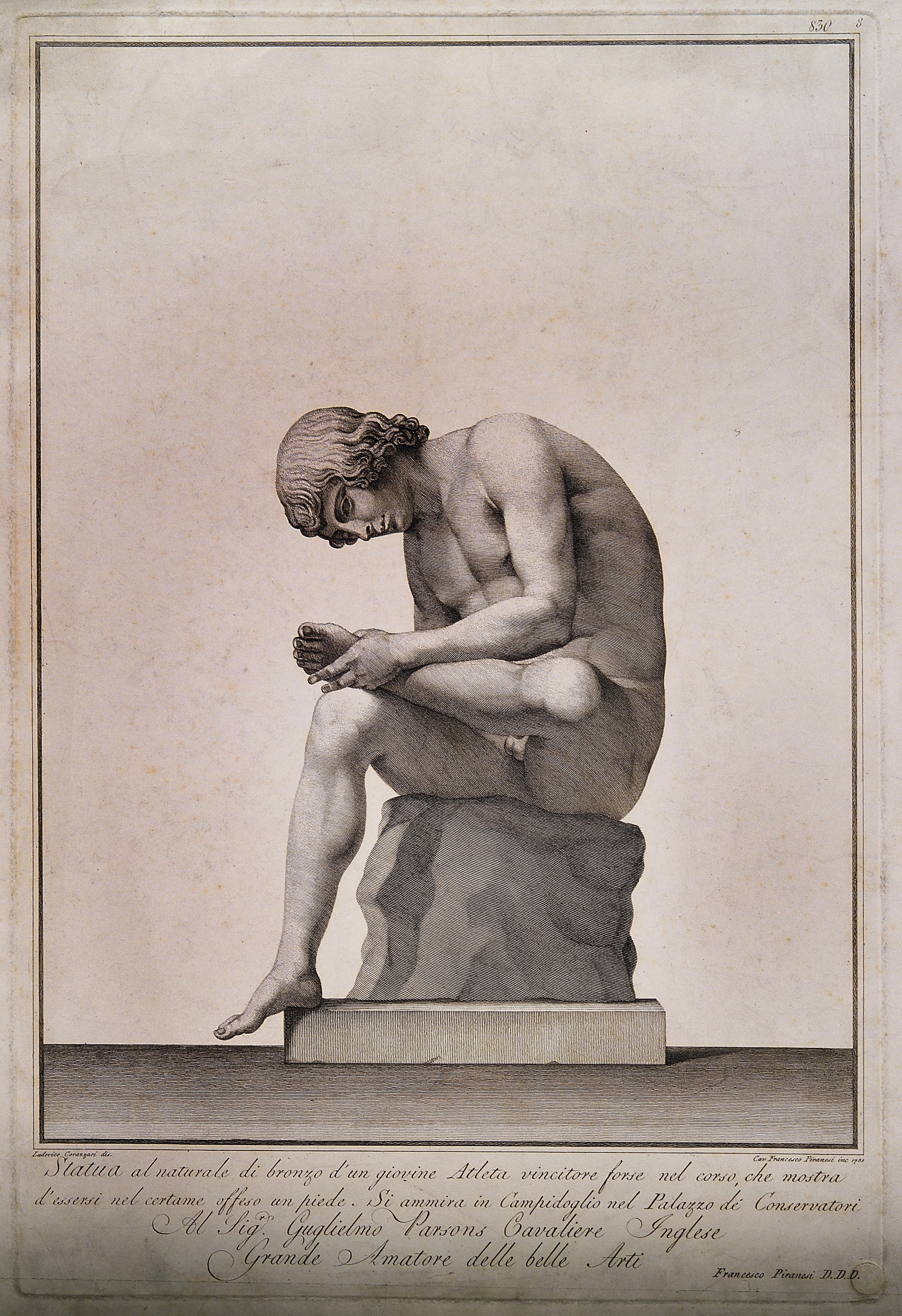
Athlète au pied blessé
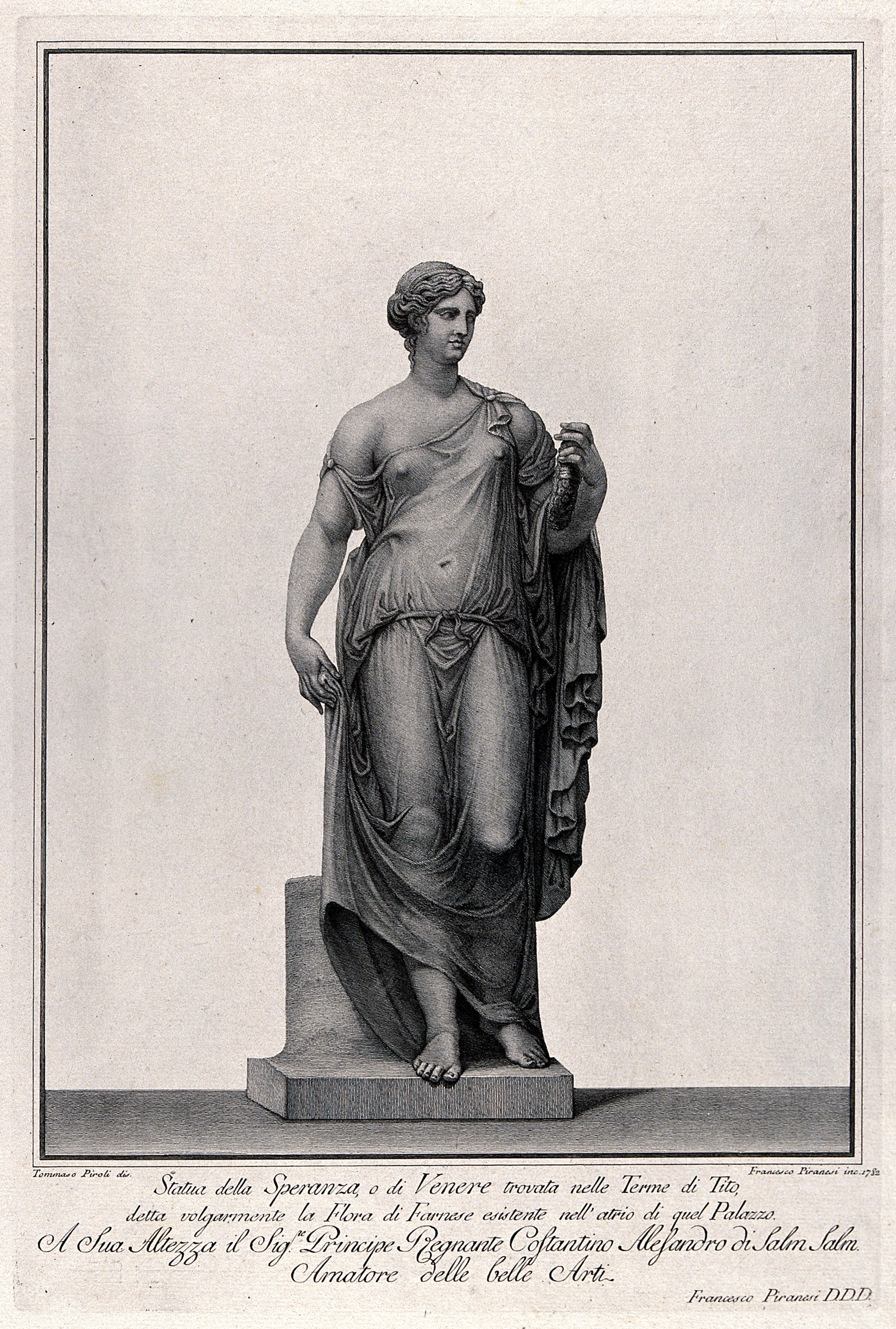
Vénus, 1782.
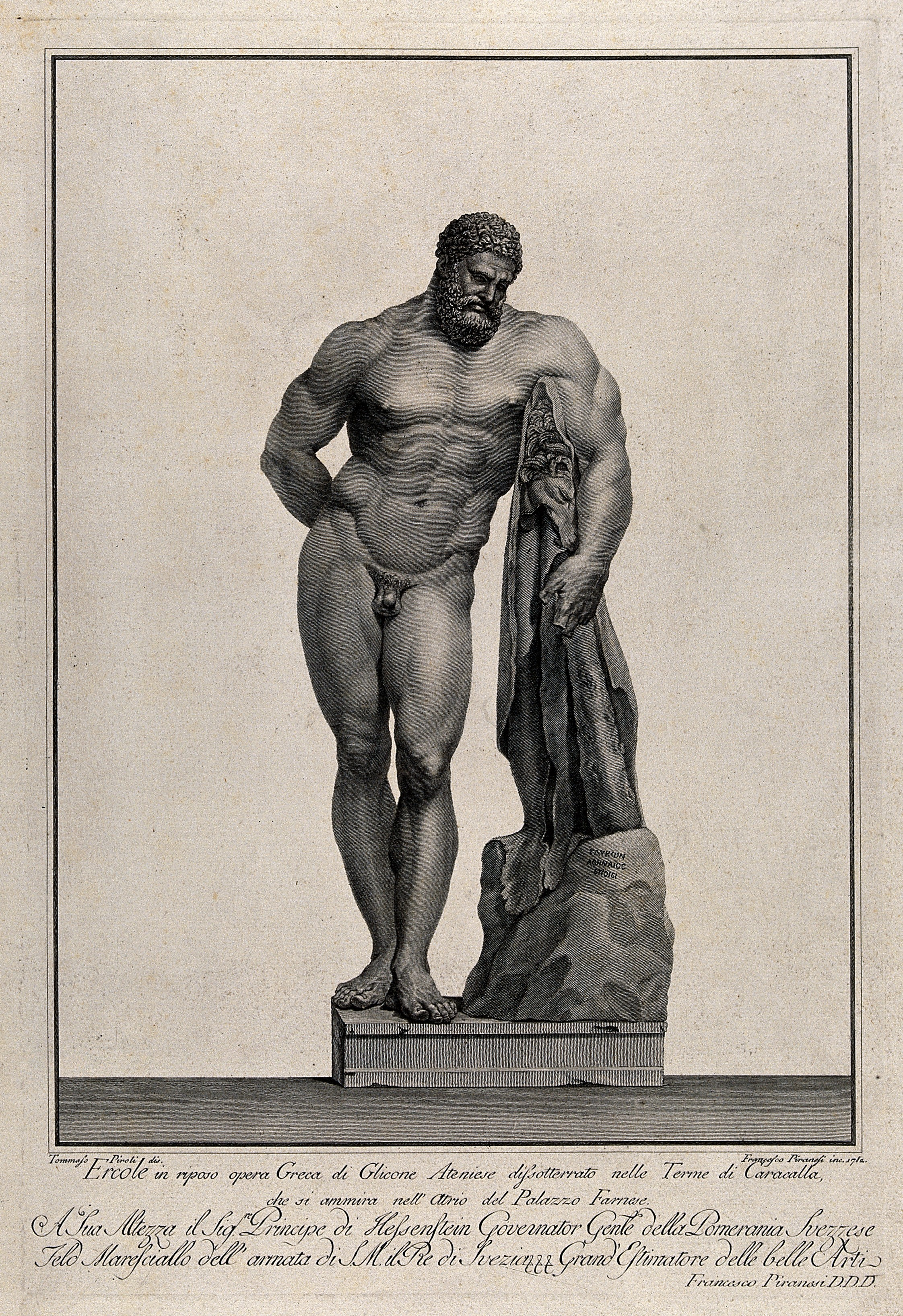
Hercule, 1782.
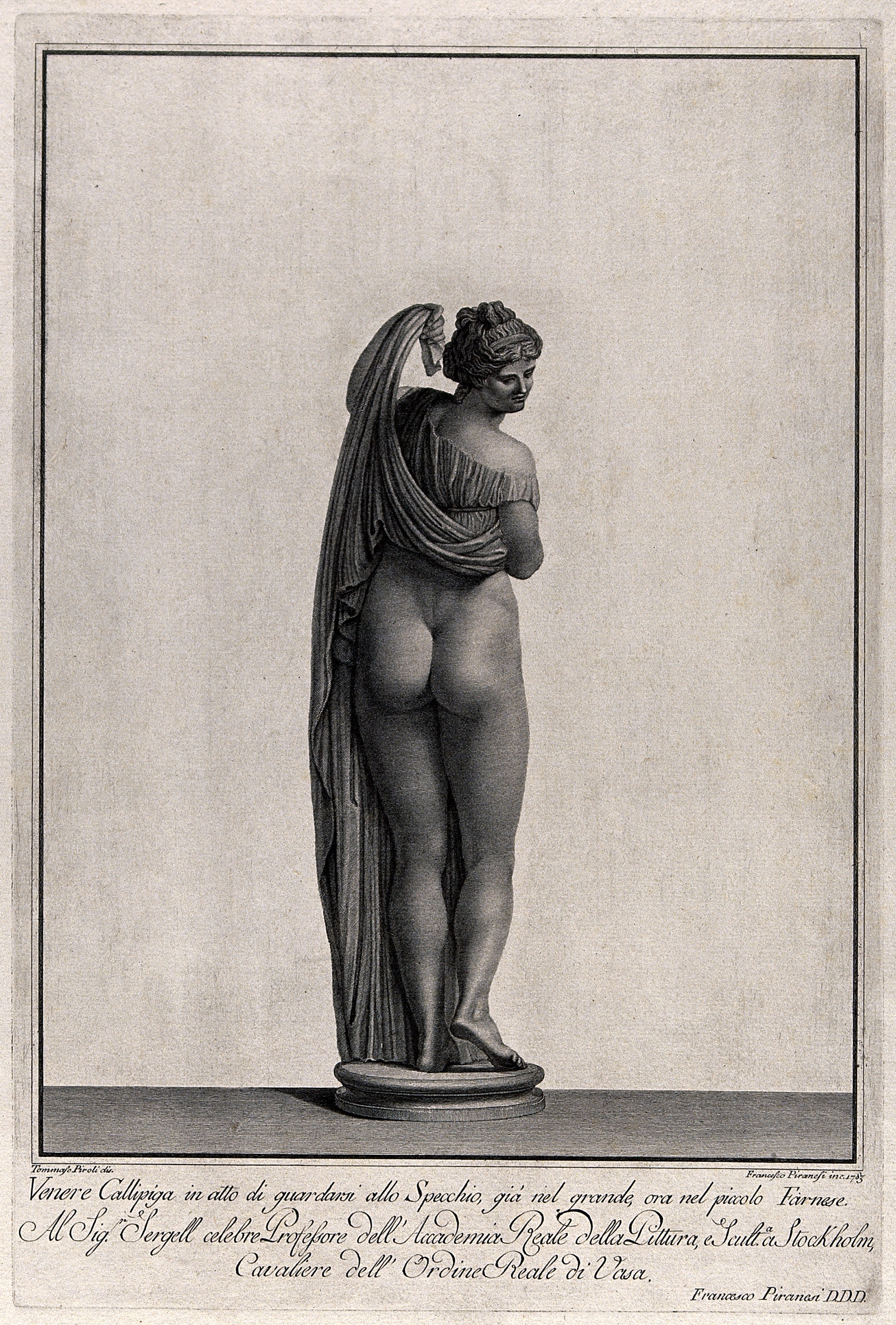
Vénus callipyge, 1783.
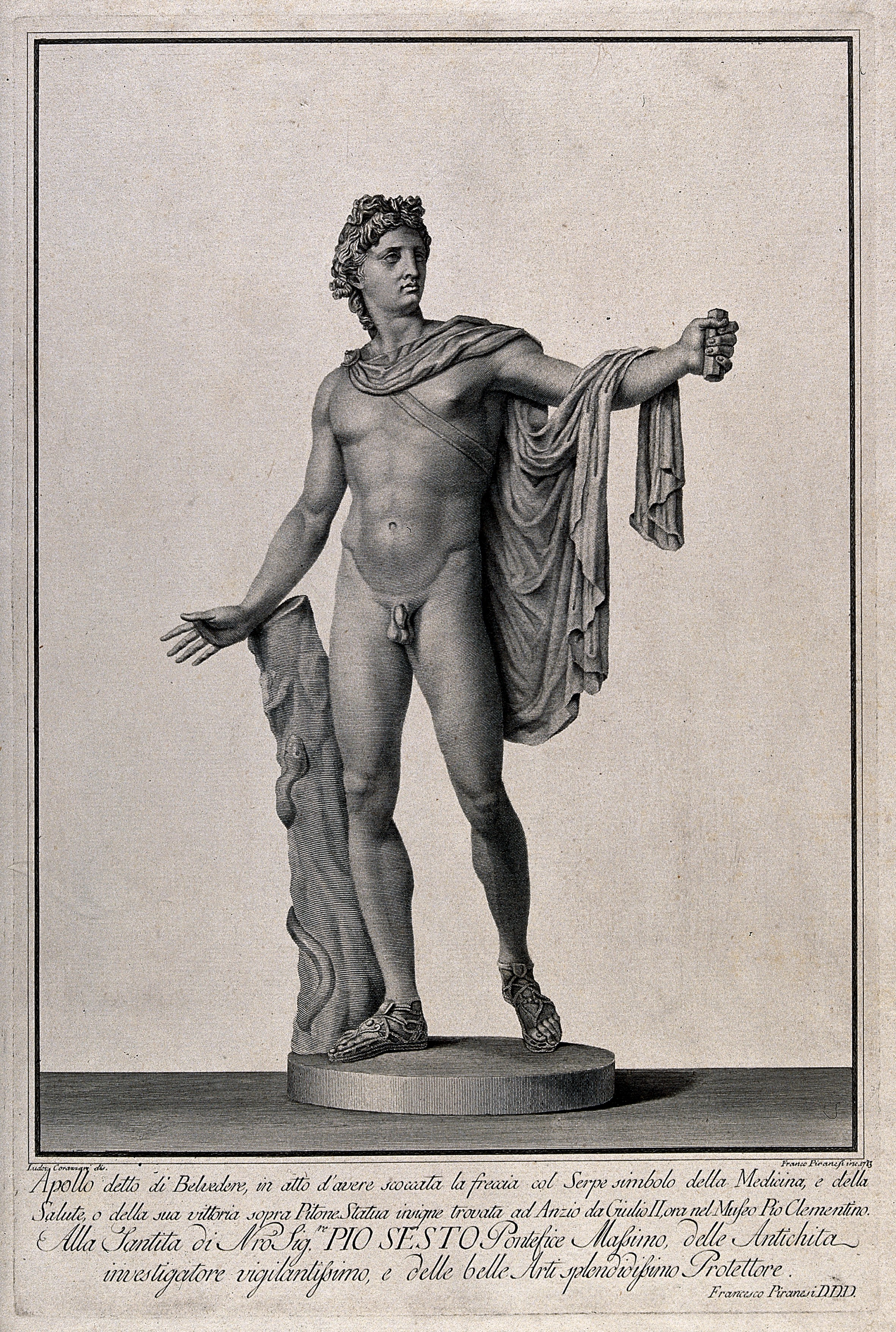
Apollon du Belvédère, 1783.
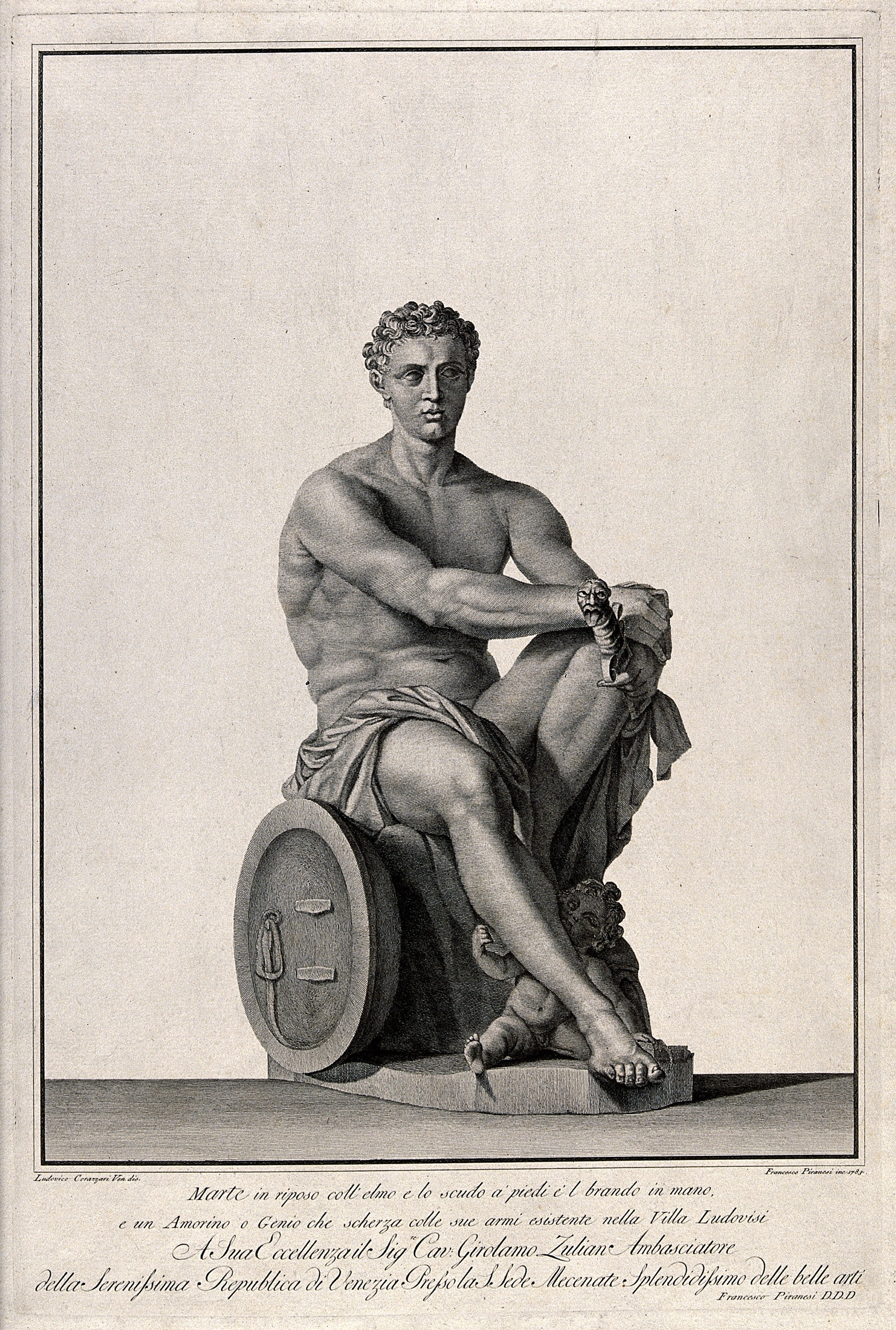
Mars, 1783.
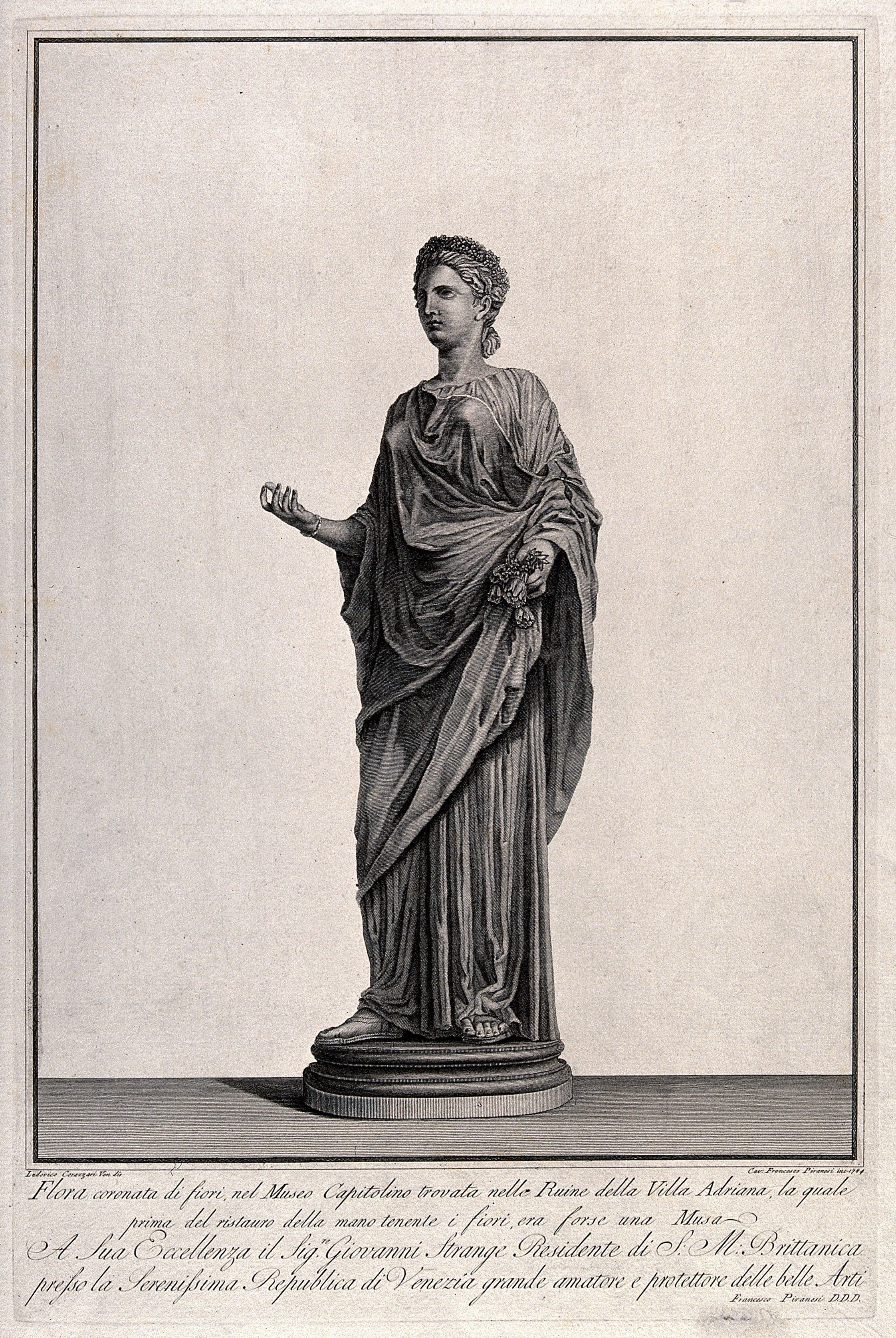
Flora, 1784.

### Publications

Sofia Albertina de Suède.

- Académie des beaux-arts des Piranesi. 1ere et 2e classe. Peinture. Notice indicative des monuments et des sites les plus remarquables du globe, exécutés à l'huile, à l'aquarelle et à la gouache et publiés par les Piranesi, texte de Francesco Piranesi, Académie royale de peinture et de sculpture, imprimerie de l'Académie des beaux-arts, Paris, avant 1793.
- Francesco Piranesi, Ragguaglio ossi giornale della venuta e permanenza in Roma di S.A.R. Sofia Albertina Principessa di Sveza, 1793.
- Vincenzo Monti, Lettera di Francesco Piranesi al Signor general D. Giovanni Alcon, pamphlet clandestin, 24 décembre 1794 (exemplaire en ligne).
- Prospectus de sculptures plastiques. Faites avec une argile nouvellement découverte à Montmélian, commune de Mortefontaine, exécutées dans les ateliers des Piranesi, à Plailly, département de l'Oise, arrondissement de Senlis, Imprimerie de Leblanc, Paris, 1803.
- Les monuments antiques du Musée Napoléon (tome 1 : ancien Collège de Navarre ; tome 2 : Musée du Louvre), dessinés et gravés par Thomasso Piroli, textes de Louis Petit-Radel et Jean-Geoffroy Schweighaeuser, édités par Francesco et Pietro Piranesi, Paris, 1804-1806 (réédition en fac-similé Hachette Livre BNF, 2013).
- Francesco Piranesi et Pierre-Marie Gault de Saint-Germain, Type du beau sur toutes les productions du génie dans les arts, l'industrie et le commerce, depuis la fondation d'une ville jusqu'au plus grand développement de ses forces terrestres et maritimes, 1807.
- J.F.C. Blanvillain, Le Pariséum, ou tableau actuel de Paris, publié par Piranesi, propriétaire, ouvrage indispensable pour connaître et visiter ce qu'il y a de curieux dans cette capitale et aux environs, Les frères Piranesi, éditeurs propriétaires place du Palais-Royal, 1807 et 1808.
- Diversi ornati delle pareti, volte, e pavimenti di musicao, esistenti nelle cammere della Casa di Campagnia du Pompeia, gravures sur cuivre par Elizabeth Quevanne, texte de Francesco Piranesi, 1808.
- Athenaeum, ou Galerie française des productions de tous les arts, publication mensuelle éditée par Francesco et Pietro Piranesi à Paris.

## Expositions
- Palais du Tribunat, Paris, messidor an XI (juillet 1803).
- Bénou, commissaire-priseur à Paris (notice d'inventaire par F.-L. Regnault), Vente après décès de M. François Piranesi de tableaux, gouaches, dessins, estampes, recueils, marbres, Scajola de Rome, terres cuites, soufres, vases de Portici, pièces d'ornements et de services en terre de Mortefontaine et autres objets, Palais-Royal, rue Saint-Honoré, Paris, lundi 17 décembre 1810.
- Vente de la collection Piranesi, Exposition de l'industrie française, Paris, 1819.
- Giovanni Battista et Francesco Piranesi, Istituto Nazionale per la Grafica, Rome, 1967[33].
- Confrontation est-ouest : les cinquante trois étapes de Tokaido par Hiroshige et les eaux-fortes de Giovanni Battista et Francesco Piranesi, Musée des beaux-arts de Montréal, 1968-1969.
- La Montagne-Sainte-Geneviève - Deux mille ans d'art et d'histoire, Musée Carnavalet, Paris, 1981.
- Exploring Rome - Piranesi and his contemporaries, Centre canadien d'architecture, Montréal, 1993.
- Vues de Rome : la vision Piranesi, Musée national de l'art occidental, Tokyo, octobre-décembre 2005[34].
- Je ne vois que le soleil - La lumière dans les collections du musée, Musée cantonal des beaux-arts, Lausanne, septembre 2010 - janvier 2011[35].
- Les arts de Piranesi, fondation Cini, Venise, octobre 2010 - janvier 2011.
- Raisons et sentiments - Le XVIIIe siècle dans les collections du musée, Musée cantonal des beaux-arts, Lausanne, juin-septembre 2013[36].
- Piranesi's grandest tour, Bibliothèque d'État du Victoria, Melbourne, février-juin 2014.
- Meant to be shared : Selections from the Arthur Ross Collection of European prints : Rembrandt, Canaletto, Giovanni Battista et Francesco Piranesi, Goya, Honoré Daumier, Édouard Manet Edgar Degas, Paul Gauguin, Pablo Picasso, Yale University Art Gallery, New Haven, 2015[37].
- Voyages en Italie de Louis-François Cassas (1756-1827), Musée des beaux-arts de Tours, novembre 2015 - février 2016[38].

## Musées et collections publiques

### France
- Musée des beaux-arts et d'archéologie de Besançon, Vue du cloître de la chartreuse dans les Thermes de Dioclétien, gravure, legs Pierre-Adrien Pâris, architecte du Roi et collectionneur[39].
- Musée de la Faïence et des Beaux-Arts, Nevers, Dans la villa Borghèse, gravure.
- Musée des beaux-arts d'Orléans, Le Panthéon de Rome, gravure, 1790.
- École polytechnique, Palaiseau, les jardins de la villa d'Este du côté de Tivoli, gravure par Francesco Piranesi d'après un dessin de Louis-Jean Desprez, vers 1777-1780[40].
- Bibliothèque de l'Arsenal, Paris.
- Bibliothèque Mazarine, Paris.
- Cabinet des estampes de la Bibliothèque nationale de France, Paris.
- Musée Carnavalet, Paris, Illumination du quai et du pont des Tuileries, Feu d'artifice place de la Concorde et Feu d'artifice sur la Seine avec un temple de commerce (donnés à l'occasion des fêtes pour la paix le 18 brumaire an X, ou 9 novembre 1801), dessins, 1801[41].
- Musée des beaux-arts de Rouen, Vue générale de l'Isola Bella sur le Lac Majeur, eau-forte aquarellée, avec reprise de trait et rehauts de gouache, par Louis-François Cassas, Jacques-Louis Bance, Francesco et Pietro Piranesi[38].
- Musée d'art et d'archéologie de Senlis, Le lac et le grand rocher de Mortefontaine, eau-forte, plume, encre brune, rehauts d'aquarelle et de gouache, par Louis-François Cassas, Francesco et Pietro Piranesi, 1801[42].

### Allemagne
- Bibliothèque des archives, Université de Heidelberg, Antiquités de la Grande Grèce, aujourd'hui Royaume de Naples, eaux-fortes, 1807[43].
- Winkelmann-Museum (de), Stendal.

### Belgique
- Bibliothèque de l'Université de Gand, Statues antiques des musées de France et d'Italie, gravures, 1769-1792[28].

### Espagne
- Bibliothèque de l'Université complutense de Madrid, cent quatre-vingt cinq gravures de Francesco Piranesi[44].

### Italie
- École française de Rome, Trophées d'Octave Auguste lors de la victoire d'Actium et de la conquête de l'Égypte, gravure, 1778[45].
- Istituto Nazionale per la Grafica, Rome.
- Fondation Cini, monastère de San Giorgio Maggiore, Venise, gravures de l'édition posthume Firmin Didot, 1835.

### Lituanie
- Palais des grands-ducs de Lituanie, Vilnius.

### Pays-Bas
- Rijksmuseum Amsterdam, Frontispice avec temple construit en fragments, gravure de Francesco Piranesi d'après Giovanni Battista Piranesi, 1804[46].

### Royaume-Uni
- British Museum, Londres, Dimostrazioni dell'Emissario del Lago Fucino, gravure, années 1790
- Sir John Soane's Museum, Londres, Raccolta de Tempj Antichi, 1780 (1re partie), 1790 (2e partie)[47].
- Victoria and Albert Museum, Londres, Eroe combattente, gravure[48].
- National Trust, Kingston Lacy, Wimborne Minster[49].

### Suède
- Musée d'antiquités de Gustav III, Palais royal de Stockholm, collection Piranesi.

### Suisse
- Cabinet d'arts graphiques des Musées d'art et d'histoire de Genève, onze gravures dont Parties restaurées des trophées d'Octave Auguste, 1778[50].
- Musée cantonal des beaux-arts, Lausanne.

### Canada
- Musée des beaux-arts de Montréal.

### États-Unis

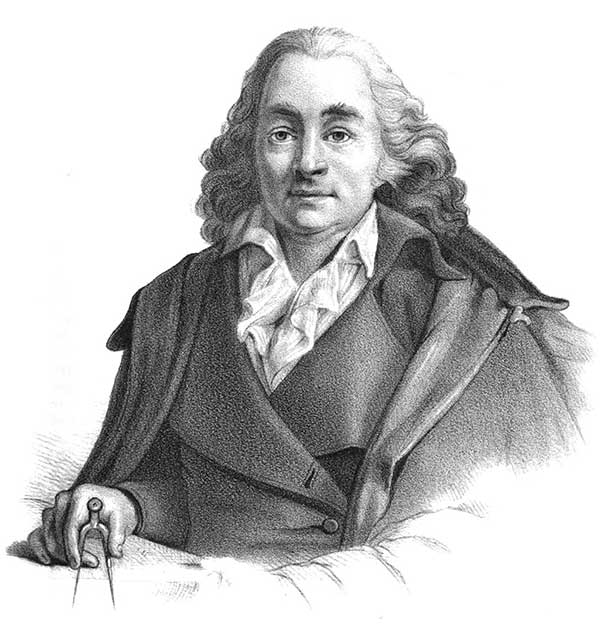
Louis-Jean Desprez rehaussa à l'aquarelle les eaux-fortes de Francesco Piranesi.

- Art Institute of Chicago, Vue du péristyle et du temple de Vesta, gravure, 1780[51].
- Cleveland Museum of Art, Le temple d'Isis à Pompei, gravure de Francesco Piranesi rehaussée à l'aquarelle par Louis-Jean Desprez, 1788[52].
- Van Every Smith Galleries, Davidson College, Davidson (Caroline du Nord), Armure, gravure, 1778[53].
- Musée d'art d'Indianapolis, Laocöon, gravure, 1790[54].
- Musée d'art Nelson-Atkins, Kansas City (Missouri)[55].
- Minneapolis Institute of Art, Porte et péristyle du temple de la Sibylle, Tivoli gravure[56].
- Yale University Art Gallery, New Haven, gravures de Francesco Piranesi aquarellées par Louis-Jean Desprez, donation Arthur Ross (en)[37].
- Metropolitan Museum of Art, New York, Antiquités de la Grande Grèce, aujourd'hui royaume de Naples, recueil de gravures, 1804[57].
- New York Public Library, Feu d'artifice sur le château Saint-Ange par Francesco Piranesi et Louis-Jean Desprez, gravure rehaussée à l'aquarelle et à la gouache, 1781-1783[58].
- Cooper–Hewitt, Smithsonian Design Museum, New York, Le champ de Mars de la Rome antique, gravure de Francesco Piranesi d'après Giovanni Battista Piranesi, 1800[30].
- The Marquand Library of Art and Archeology, Université de Princeton, Pianta delle fabriche esistenti nella Villa Adriana, 1781[13].
- National Gallery of Art, Washington, Collection de temples antiques dans l'architecture romaine, recueil de quarante-huit gravures par Francesco Piranesi, 1790[59].

### Nouvelle-Zélande
- Musée d'art d'Auckland, Statue au Vatican, gravure, 1781[60].

### Australie
- Bibliothèque de l'université de Melbourne, Théâtre d'Herculanum, recueil de gravures, 1804[61].

### Japon
- Musée national de l'art occidental, Tokyo[34].
- Collection Kamei, bibliothèque de l'université de Tokyo

## Réception critique et postérité

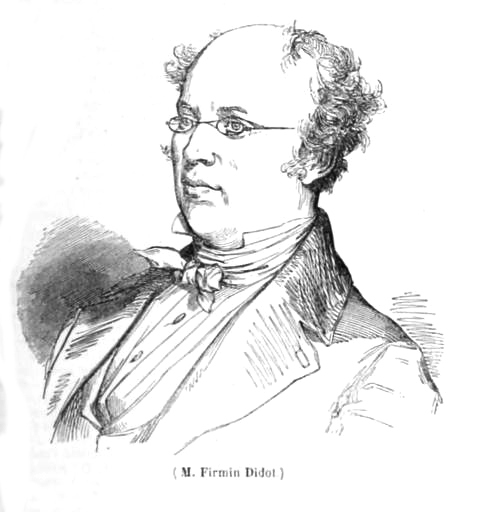
Firmin Didot (L'Illustration, 1844).

- « Les frères Piranesi viennent de faire au palais du Tribunat une exposition qui présente aux amis des arts divers degrés d'intérêt, qu'inspire une collection de vues du meilleur choix, tirées de l'Égypte, de la Grèce, de l'Italie et de la France. Cette exposition offre en outre aux yeux de l'amateur les plus beaux modèles de l'antique et du siècle des Médicis, formés d'une argile découverte récemment dans les dépendances de Mortefontaine. Elle réunit la finesse à la beauté de la couleur, de manière à être comparée avec avantage aux plus belles pièces de l'antiquité. Les frères Piranesi, pour donner à cette fabrication toute la perfection dont elle est susceptible, ont employé la touche gracieuse et savante de Clodion. » - La Décade philosophique, 1803[62]
- « Monsieur le Ministre, l'œuvre de Piranesi, qui donne une représentation si grandiose de monuments de Rome antique et moderne, se compose de plus de 2.000 planches en grand format. C'est le plus grand monument de gravures que le dernier siècle ait produit. Les amis des arts craignaient que cette œuvre immense ne passât dans les pays étrangers, et Napoléon, qui voulait la conserver à la France, offrit à Piranesi 300.000 francs et une pension viagère de 12.000 frances à la condition de céder à l'état la collection de ses œuvres. La cession ne put avoir lieu : aujourd'hui, MM. Firmin Didot, devenus acquéreurs de l'œuvre complète de Piranesi, se préparent à donner une nouvelle édition que vous avez, disent-ils, Monsieur le Ministre, promis de porter à 40 exemplaires... J'ai l'honneur de vous proposer de souscrire pour 40 exemplaires dont le prix, montant à 56.000 francs, sera imputé sur cinq exercices à partir de 1835 inclusivement, à raison de 11.500 frances par an. » - Rapport de M. Cavé, chef de la division des beaux-arts, à M. le Ministre Secrétaire d'État au département de l'Intérieur, 30 avril 1835[63]
- « Des œuvres qui sont un prélude au romantisme de Méryon, Bresdin et Brangwyn. » - Eugène Rouir[64]

## Distinctions
- Membre de l'Académie de Stockholm.
- Ancien ministre de la Cour de Suède.
- Chevalier de l'ordre royal de l'Étoile polaire
- Chevalier de l'Éperon d'or.